# Собор Святого Стефана (Відень)
Собо́р Свято́го Стефа́на (нім. Stephansdom, уживана назва Steffl) — архієпископський, кафедральний і парафіяльний собор Святого Стефана і Всіх Святих єпископальний собор архієпископства Відня; національний символ Австрії й символ міста Відня.
Собор побудований у Внутрішньому місті на однойменній площі. Перший храм на місці собору звели у 1137—1147 роках; теперішній собор збудували у XIII—XV століттях і він набув сучасного вигляду до 1511 року. Зараз його реставрують.
У соборі поховані герцог Рудольф IV (будівельник собору, помер 1365 року), імператор Фрідріх III (помер у 1493), Євгеній Савойський (помер у 1736), 72 члени династії Габсбургів («герцогський склеп»).

## Історія

### Романська церква св. Стефана

Розширення собору в XII—XV століттях:
Романські вежі й портал, 1230—1245
Друга церква, 1263
Альбертові хори, 1304—1340
Перебудова за Рудольфа IV, c 1359

Будівництво першої церкви св. Стефана, згадка про яке дійшла до наших днів, стало результатом угоди між маркграфом Леопольдом IV із династії бабенбергів та єпископом Регінмаром з міста Пассау. Церква тоді знаходилась за межами віденської міської стіни, яка проходила там само, де раніше знаходились старі римські укріплення, трохи на північний-захід від площі св. Стефана. Угода, в котрій вперше згадується віденський приход, була укладена у Маутерн-на-Дунаї. За цією угодою, маркграф передав віденський приход, що ймовірно знаходився неподалік від церкви св. Петра, єпископу, а сам отримав земельну ділянку із виноградником та частину землеволодіння віденської парафії, із тією умовою, що церква св. Стефана, а також інші малі церкви парафії переходять до віденського священика.
У квітні 1147 року відбулося перше часткове освячення церкви св. Стефана, будівництво якої тоді не було повністю завершене. Церква була освячена єпископом Регінбертом фон Гагенау із Пассау. Розміри церковної споруди були для Відня того часу незвично великими, у чому можливо був намір засновника зробити церкву св. Стефана єпископальною, або, принаймні, герцогською церквою.
Перша романська церква та собор були зведені у напрямку південного-сходу, у тому напрямку, де 26 грудня 1137 року відбувся схід сонця. У Діяннях святих апостолів йдеться про те, що св. Стефан незадовго перед своєю смертю побачив, як розгорнулися небеса (Дії 7:55). Перший промінь сонця, який падає на головний вівтар і освітлює собор, є символом «розгорнутих небес».
Проте, після багатьох століть від цієї церкви майже нічого не залишилося. Про її існування свідчать лише нечисленні архітектурні фрагменти, знайдені при розкопках. Середній неф церкви був завширшки в 12 метрів, а загальна ширина усіх трьох нефів складала 26 метрів. Єдине, що збереглося від цієї споруди, не враховуючи фундамента, який був знову засипаний після розкопок у 1945 році — це так звана «чорна кімната» у нижньому ярусі південної язичницької вежі, де зараз знаходиться сповідальня, а також частина першого ярусу західної споруди.

### Пізній романський стиль
Елементи споруди (пізній романський стиль), збудованої у період з 1230 по 1245 рік, добре помітні і підлягають відновленню. Добре збереглися, передусім дві фронтальні вежі цього періоду, що пізніше перебудовані у готичному стилі. План перетворити церкву св. Стефана в резиденцію єпископа — привів до того, що стара церкву XII століття знесли, залишивши фундамент і цокольні яруси язичницьких веж.
На тому ж фундаменті збудували кафедральний собор. Собор мав форму базиліки, широкий поперечний неф і низькі хори. Західні емпори, що збереглися, їх колони, капітелі яких були прикрашені декоративним орнаментом у формі рослин і тварин, а також нервюри склепіння свідчать про багате оздоблення собору. Західні або «герцогзькі» між двома язичницькими вежами були спроєктовані за аналогією з імператорським троном Карла Великого в Ахені та великими західними емпорами у старих німецьких імператорських соборах та являли собою невелике відокремлене узвишшя, направлене до вівтаря. Вищі яруси веж були побудовані після пожежі 1258 року. Довжина знову зведеної споруди (пізній романський стиль) складала 70 метрів, а її ширина підкреслювалася двома 65-метровими західними вежами, які високо здіймалися над дахом собору.
23 квітня 1263 року відбулося урочисте освячення собору єпископом Отто з м. Пассау. 1267 року священник Трансильванії магістр Гергард заснував товариство священників, що існує і донині, якому ввірена «Cura animarum», тобто турбота про спасіння душ прихожан.

### Готичний та ренесансний стилі в архітектурі собору

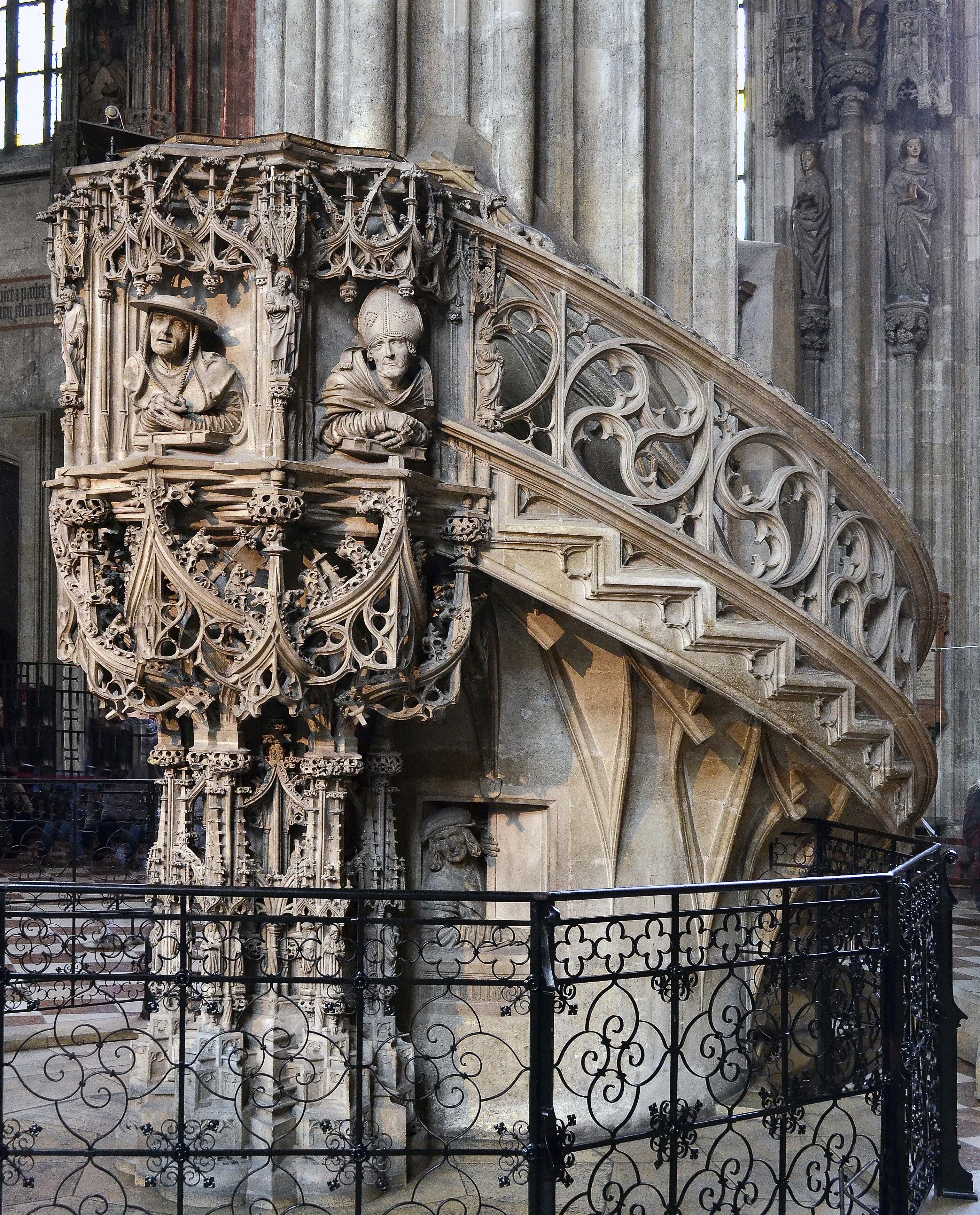
Кафедра (1480)

Впродовж 1304—1340 років за короля Альбрехта I (1255—1308) та його сина, герцога Альбрехта II (1298—1358), під дієвим впливом віденської буржуазії почалося будівництво готичного криласа із трьома апсидами. «Альбертинський клірос», який був побудований за аналогією з готичним кліросом абатської церкви Святого Хреста, цистерціанської церкви у Вінервальді, був освячений 23 квітня 1430 року єпископом Альбертом із Пассау.
Незабаром після цього за герцога Рудольфа IV були збудовані двоярусні західні або герцогські каплиці по сторонам. За його ініціативою у 1359 році почалася перебудова собору у готичному стилі. Будівництво собору тривало близько ста років. 23 березня 1361 року за єпископа Петра із м. Кур у Єпископський портал був замурований Коломанський камінь, на якому, за переказами, катували св. Коломана. У тому ж році почалося будівництво нефів собору. 1365 року герцог Рудольф IV, який також є засновником Віденського університету, заснував незалежний від Пассау капітул Усіх святих, резиденція якого відтоді мала знаходитися у соборі св. Стефана. У результаті це зіграло важливу роль при заснуванні у 1469 році єпископства у Відні.
У 1433 році завершилося будівництво шпиля південної вежі, початок якому поклав Рудольф IV. Карнизи, що вінчають стіни поздовжнього нефа, були завершені у 1440 році, дах самого ж собору був закінчений лише у 1474 році. У цей час встановлювалися тісні стосунки між віденськими і празькими цехами будівельників і каменярів. Відень тоді був центром одного із чотирьох найважливіших цехів. У період з 1417 по 1430 рік була збудована нижня сакристія, що примикала до південного поздовжнього нефа. Стіни поздовжнього нефа зводилися навколо романських стін. Завдяки цьому церковні служби усередині собору могли проводитися безперешкодно. Тільки після остаточного будівництва готичних стін головний романський неф був знесений. Кроквяна конструкція, збудована у 1440 році із модринового дерева, без застосування цвяхів, є гарним зразком готичного теслярського мистецтва. 1446 року майстер Ганс Пухсбаум (1390—1454) розпочав будувати склепіння собору.
Упродовж трьох століть церква Св. Стефана лишалась не більше ніж звичайним храмом. Імператор Фрідріх III, який у 1469 році добився створення у Віжні єпископства (так церква Св. Стефана стала кафедральним собором), поклав початок у 1450 році будівництво північної вежі (під керівництвом майстра Ганса Пухсбаума). Її безпосереднє будівництво почалося у 1467 році. За переказами, для будівництва фундаменту вежі імператор наказав використати як в'яжучий засіб вино, яке через погані погодні умови виявилося кислим. 1459 року на регенсбурзькій цеховій раді будівельників і каменярів віденський цех був визнаний найголовнішим на південно-східній території Центральної Європи. На початку XVI століття роботи зі зведення вежі були припинені; остання кладка датується 1511 роком. Несприятливі економічні та соціальні умови, потреба, викликана війною з турками, та релігійні заворушення поклали кінець ідеї про будівництво великої середньовічної споруди.
У 1578 році Ганс Сафой завершив будівництво шпиля вежі у стилі Відродження. Наприклад, кафедра, створена у 1480 році або, так званий «оргельфус» — органний постамент, датований 1513 роком, роботи майстра Антона Пільграма (1460—1515), купіль, лава для членів муніципалітету, що майже не збереглася після пожежі 1945 року, а також численні епітафії знаменитих жителів Відня та вчених університету мають велику художню цінність. Імператор Фердинанд II підвищив віденського єпископа в ранг архієпископа-курфюрста.

### Стиль бароко в архітектурі собору

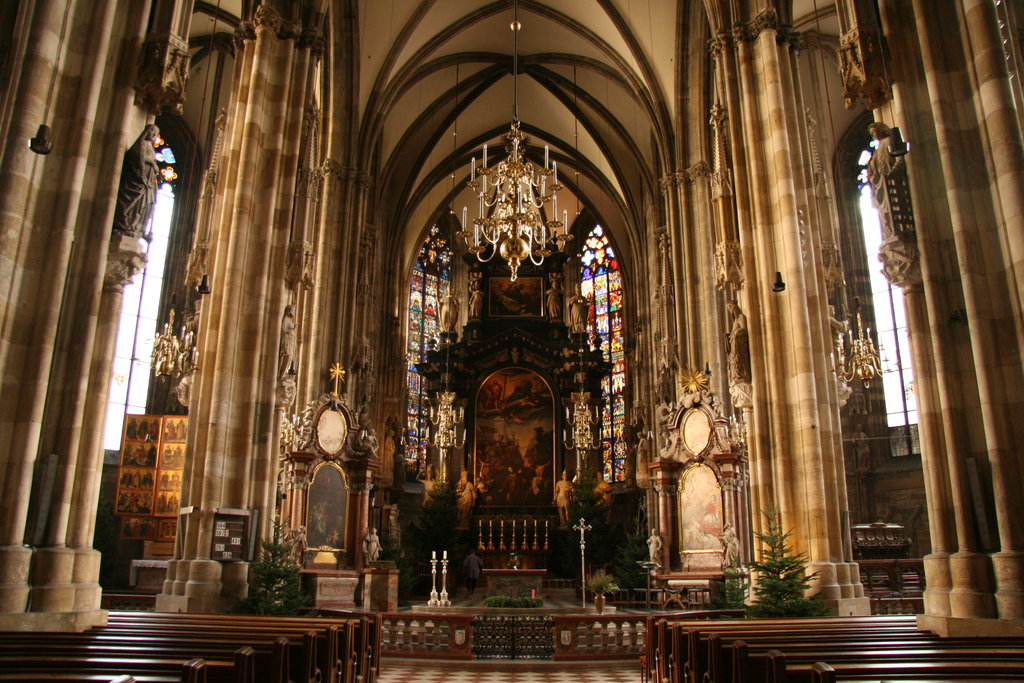
Головний вівтар (1647) у стилі бароко роботи Йоганна Якоба Пока та Тобіаса Пока

Собор зазнав перебудови у стилі бароко, яка проходила у два етапи. За архієпископа Бройнера у 1647 році брати Йоганн Якоб Пок (1604—1651) та Тобіас Пок (1609—1683) завершили будівництво головного вівтаря у стилі бароко. До того ж часу відноситься найстаріша риза собору, червона риза Бройнера, яка використовуються при богослужінні у день св. Стефана.
Головний вівтар собору побудований на кошти єпископа, у той час як оздоблення поздовжнього нефу побудоване на кошти громадян Відня. З 1677 року продовжувалася перебудова собору у стилі бароко (органи, імператорські молитовні, вівтарі). 1683 року, під час другої облоги Відня турками, собор сильно постраждав, оскільки був мішенню турецьких гарматних ядер; понад 1000 з них влучили у ціль. У стінах Південної вежі і вздовжнього нефу досі збереглися окремі замуровані ядра. Під час облоги дах собору був замаскований полотнищами, аби створити у ворога враження, ніби у місті ще достатньо матеріальних резервів. 12 вересня 1683 року у битві, яка відбулася після богослужіння, проведеного отцем Марком д'Авіано, вдалося звільнити Відень від турків. На пам'ять про цю подію із захопленої турецької зброї був відлитий «Пуммерін» — найбільший дзвін собору. Дзвін був встановлений на Південній вежі собору. Наприкінці XVII століття собору були урочисто передані чудотворні ікони Богоматері: ікона «Марія у променях сонця» — у 1693 році, і у 1697 році — особливо шанована ікона «Марія Печ» (так звана Пецька ікона).
Із зведенням Відня в архієпископство собор св. Стефана перетворився на головну католицьку церкву архієпископства. У свідченнях паламаря Йоганна Вахтера від 1732 року йдеться про літургічне життя собору у часи бароко. За його свідченнями, у соборі відбулося 150 богослужінь, і, як мінімум, одна урочиста меса, прозвучало близько 1095 молитов із перебиранням чоток, 129 000 вірян побувало на сповіді. У тому ж році було закрите кладовище, що знаходилося коло собору. 1755 року імператриця Марія-Терезія наказала розширити герцогзький склеп, що знаходився під головним вівтарем, де був похований герцог Рудольф IV та інші члени ранньої династії Габсбургів. 1782 року імператор Йосиф II заборонив проводити поховання у катакомбах собору. У тому ж році папа Пій VI прибув з візитом до імператора Йосифа II з тим, аби вплинути на політику, яку проводив імператор по відношенню до релігії, та відслужив у соборі св. Стефана урочисту месу з нагоди Пасхи. Тодішньому архієпископу Відня кардиналу Мігацці, який упродовж 46 років очолював архієпископство, він заповідав свої «найсвятіший» церковний одяг, що сьогодні зберігаються у ризниці.
Розташовані поруч із собором споруди поступово почали зносити. 1699 року під час Реформації, із притаманною їй недооцінкою цінностей реліквій, втратила своє значення і була знесена скарбниця церковних реліквій. До 1792 року зникли розташовані навпроти північної стіни собору будівлі півчих, паламарів та орендаторів катафалків, аби поглядові імператора Франца II при його в'їзді до Відня безперешкодно відкривалася західна панорама собору.

### XIX століття
Під час війни з Наполеоном (1809) сам собор та його інтер'єр сильно постраждали. За минулі століття собор прийшов у занедбаний стан, але завдяки інтересу до пам'ятників старовини у XIX столітті архітектурі собору була приділена особлива увага. Архітектор Фрідріх фон Шмідт намагався дотримуватися єдності стилю та одночасно зберегти існуючу будівлю собору. У цей час інтер'єр собору поповнили численні предмети, виконані у неоготичному стилі.
У ході перебудови собору у 1853 році був завершений фронтон поздовжнього нефу, а у період з 1838 по 1860 роки старий шпиль південної вежі був знесений і на його місці збудований новий. До цього тільки, так званий, «Фрідріхсгібель» — фронтон, що знаходився над Зінгерським порталом, був виконаний у скульптурній формі, інші ж були лише мальовничими зображеннями на полях фронтонів.
В період з 1859 по 1887 роки собор прикрашали вітражі, виконані у неоготичному стилі. 1945 року вони були повністю зруйновані. 1900 року середньовічні реліквії були перенесені із зали капітула до каплиці св. Валентина — верхню північну двохярусну каплицю, що розташована у західній споруді. До початку нового століття були розпочаті реставраційні роботи над романським західним фасадом і Великим порталом.

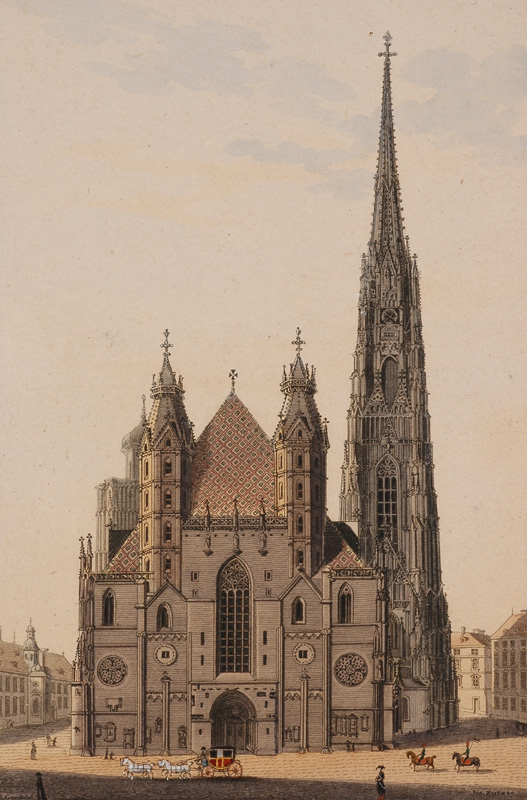
Едуард Гурк. «Собор св. Стефана у Відні», 1830
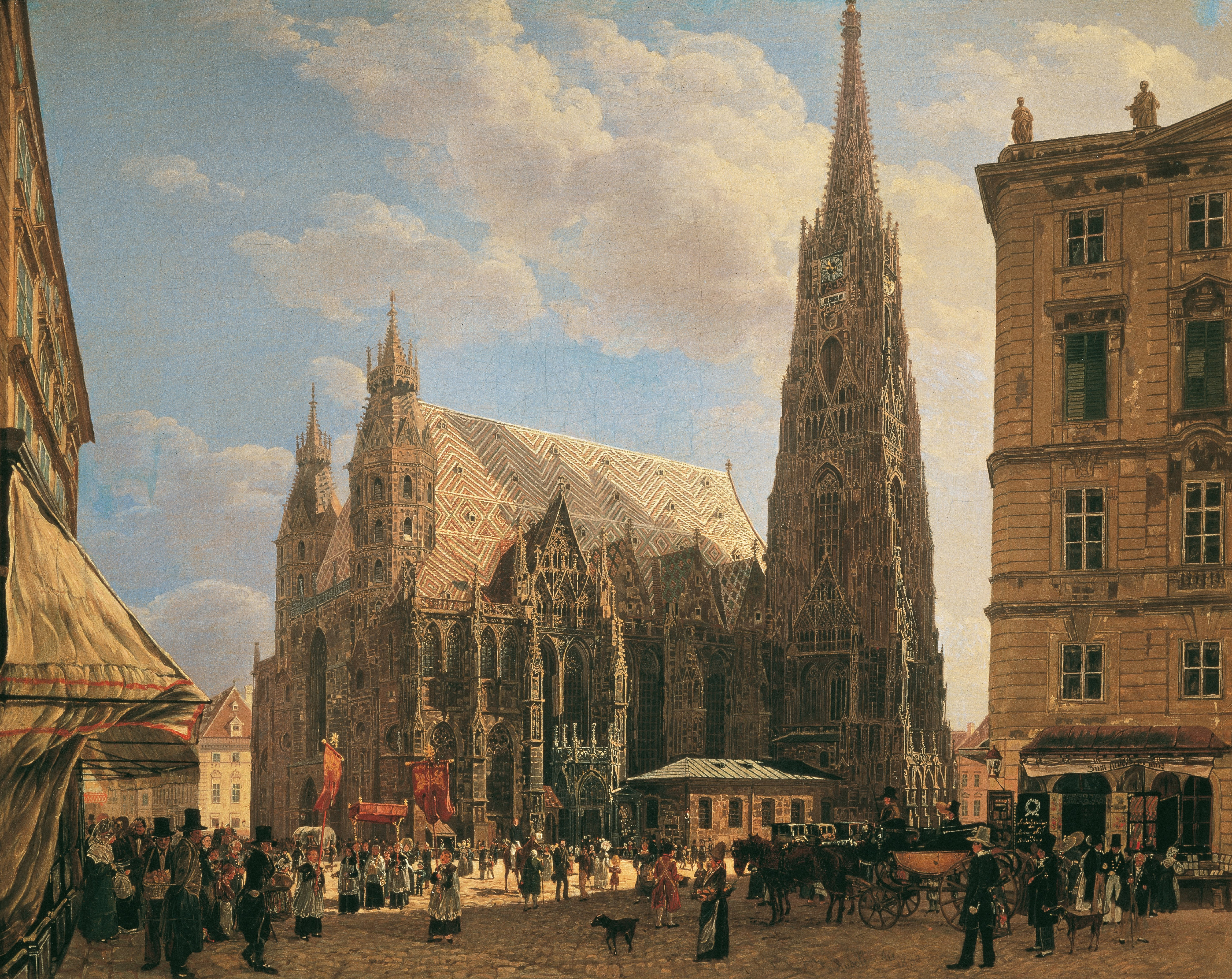
Рудольф фон Альт. «Собор св. Стефана, вид з пл. Шток-ім-Айзен-плац», 1832. Австрійська галерея Бельведер, Відень
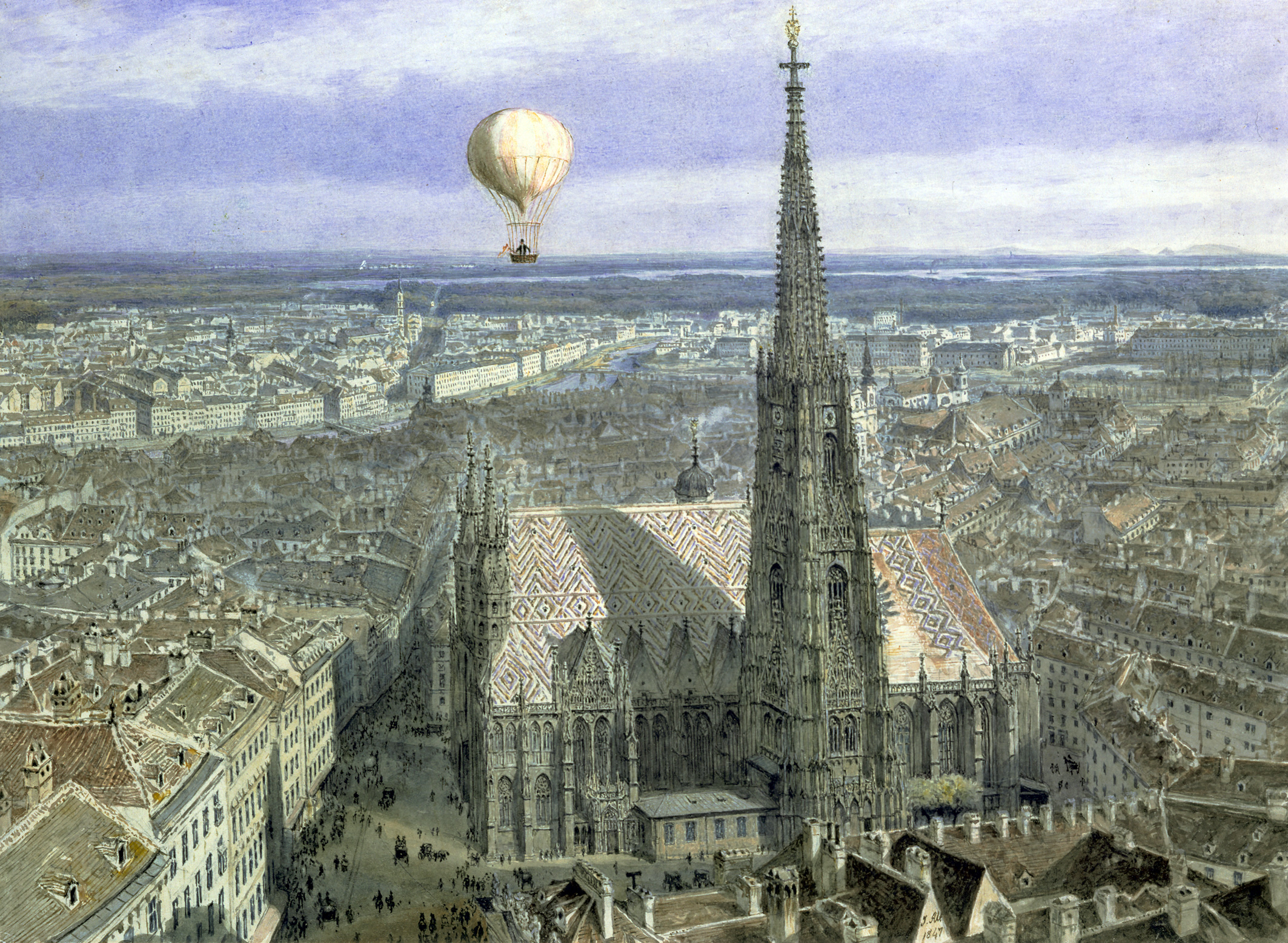
Якоб Альт. «Відень з повітряної кулі, вид з південного-сходу», 1847. Віденський музей, Відень
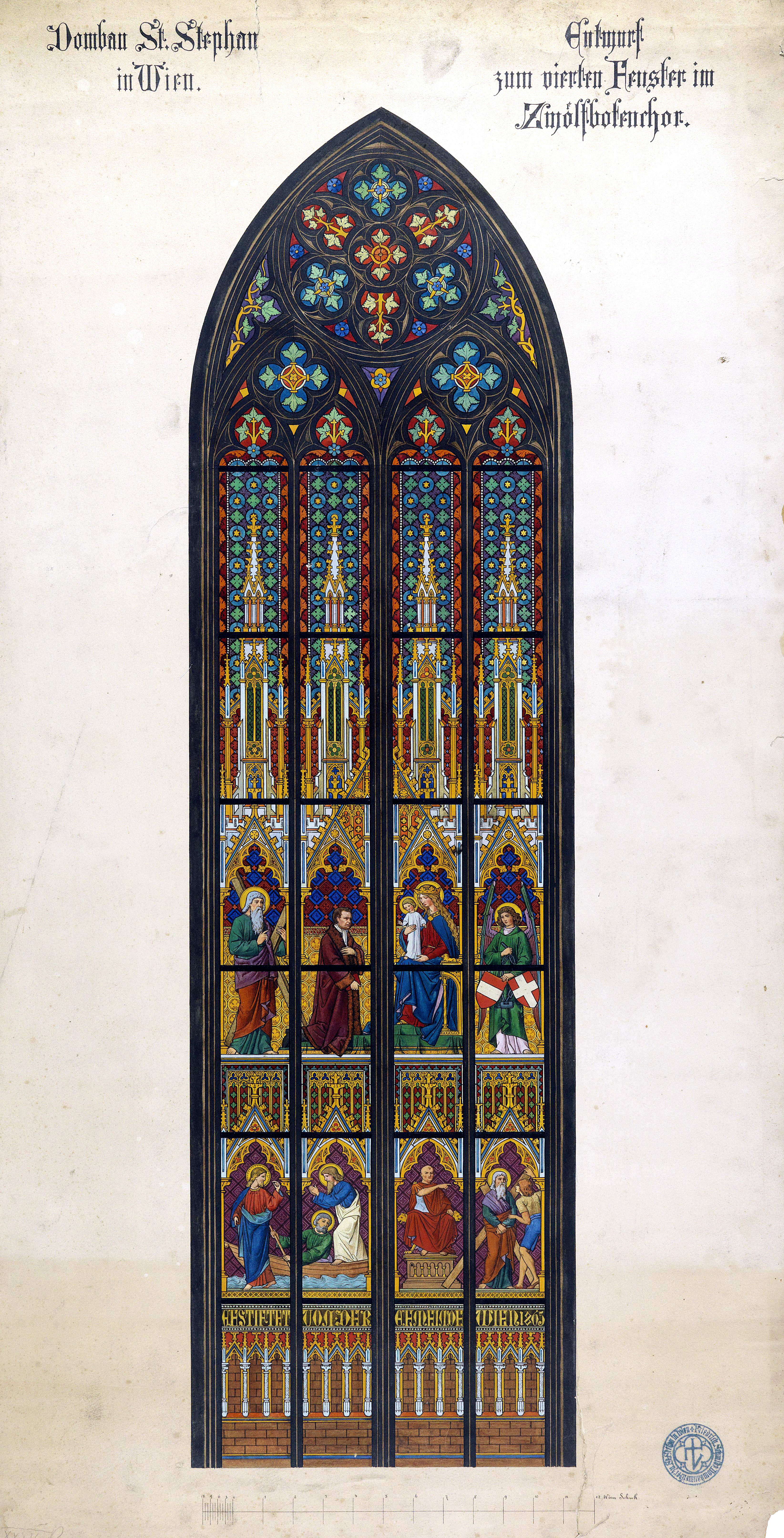
Фрідріх фон Шмідт. Дизайн для четвертого вікна Аполтольських хорів (1864); «Св. Андрій, Мадонна з немовлям і янголами з гербом Австрії і Відня». Вікна зруйновані у 1945 році

### XX століття і сьогодення
Якщо за попередні століття, під час турецьких облог міста і під час воєн з Наполеоном, собор уцілів і залишився непошкодженим, то в останні дні Другої світової війни була зруйнована майже половина собору. На початку Другої світової війни найцінніші культурні скарби були замуровані (Великий портал, церковна кафедра, склеп імператора Фрідріха) і були врятовані таким чином від пожежі, що сталася 11—12 квітня 1945 року. При пожежі, що перекинулася на собор із сусідніх будинків, були втрачені численні культурні цінності: готична кроквяна конструкція, пізньоготична лава для членів муніципалітету, що знаходилася у середньому нефі, пам'ятник на честь звільнення від турків, вітражі, Великий Вімпассінгський хрест, Леттнерський хрест, за винятком голови і рук розіп'ятого, імператорські молебні, хоровий і Великий орган, більшість дзвонів, включаючи «Пуммерін».
Будівля собору була на 45 % зруйнована. Завдяки зусиллям архієпископа кардинала д-ра Теодора Інніцера та архітектора Карла Голея, а також завдяки допомозі жителів Відня, австрійським федеральним землям та численним іноземним спонсорам собор був відновлений. 19 грудня 1948 року відбулося перше богослужіння у відновленому соборі. Урочиста церемонія відкриття собору була проведена 26 квітня 1952 року кардиналом Інніцером. Того ж дня до Відня був урочисто доставлений новий «Пуммерін», відлитий з уламків старого дзвону. Новий «Пуммерін» був встановлений на північній вежі собору.
У 1953 році для поховання віденських єпископів у підземних галереях собору був збудований Єпископський склеп. 1956 року були проведені реставраційні роботи Герцогського склепу каноніків. Новий орган був освячений у 1960 році кардиналом Фрінгзом із Кельна. 1972 року було встановлене нове західне вікно, виготовлене у Тіролі. У 1983 і 1988 роках собор у рамках урочистого візиту відвідав папа Іван Павло II. У відповідності з новими церковними вимогами Другого ватиканського церковного собору в 1989 році був перебудований вівтар, після завершення якого відбулося освячення нового народного вівтаря. З нагоди 650-річчя ювілею з дня освячення Альбертинських хорів у 1991 році собору був переданий новий орган, який був встановлений на Апостольських хорах.
Після тривалих реставраційних робіт у 1997 році відбулося відкриття Великого порталу, приурочене до 850-ї річниці з дня освячення романської церкви св. Стефана. У цей час західні емпори були перетворені у місце для проведення виставок.
У 2015 році німецька компанія Phoenix Contact встановила систему контролю струмів блискавок LM-S у соборі св. Стефана для реєстрації та аналізу потрапляння блискавок у вежі. Аналізатор системи LM-S знаходиться у вежевій кімнаті на висоті 70 м; датчики розташовуються на 20 м вище на блискавичниках.

## Символіка

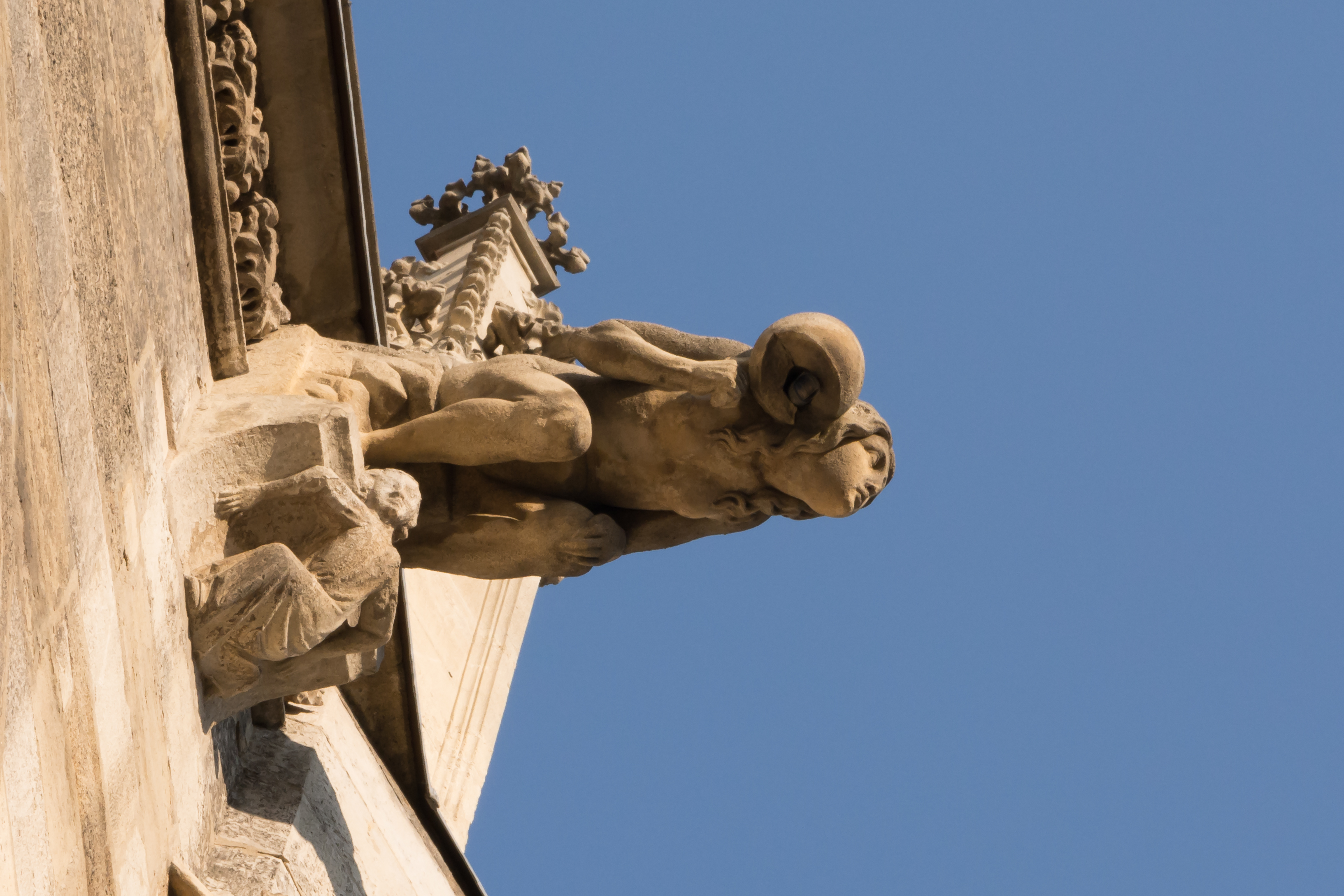
Гаргулья на фасаді собору

Деякі архітектурні елементи собору мають символічне значення. Прикраси ринв у вигляді міфічних тварин, встановлені на фасаді собору, були покликані відбивати злих демонів. Застосування римських будівельних матеріалів також мали символічне значення. Язичницькі елементи, що застосовувалися при будівництві собору, втрачали під час обряду освячення свою силу. На внутрішній стороні арки Великого порталу, праворуч, до сих пір знаходиться римська надгробна плита з майже стертим написом. У ніші порталу там, де знаходиться фігура грифа, у 1996 році був знайдений фрагмент римського надгробку, що зображує «ту, що виглядає з вікна».
Біля Єпископського порталу у за ґратчастою нішею знаходились статуї язичницьких богів. Під годинниками язичницьких веж в скульптурній формі представлені ліворуч фалос і праворуч вульва. Ймовірно, що вони вказують на те, що раніше на місці собору знаходився храм родючості.
Собор також має певну символіку цифр. Наприклад, вікна поздовжнього нефу складаються із чотирьох, а вікна хорів, де проходить таїнство богослужіння із трьох частин. Південну веду вінчає фіал, у центрі яких возвишається шпиль вежі: він символізує Христа і дванадцять апостолів. Перила церковної кафедри прикрашає декоративний орнамент у формі коліс із трьома і чотирма спицями. Колеса із трьома спицями створюють враження, ніби котяться догори, а колеса з чотирма спицями — котяться донизу.
Використовуючи числа «три» і «чотири» вичислюються точні розміри собору: якщо після «трьох» поставити «сім», вийде число 37. Якщо помножити 37 на 3, вийде тричі по одному, тобто 111. Ширина собору складає 111 футів (1 фут дорівнює 32 см). Якщо помножити 111 на 3, вийде 333 фути — довжина собору. Якщо помножити 111 на 4, буде 444 футів — висота південної вежі. Якщо 7 помножити 7 і ще раз на 7, буде 343 — кількість сходинок, що ведуть на майданчик південної вежі.

## Екстер'єр

### Розміри
Розміри сьогоднішнього собору такі:
- Загальна довжина собору — 107,2 м

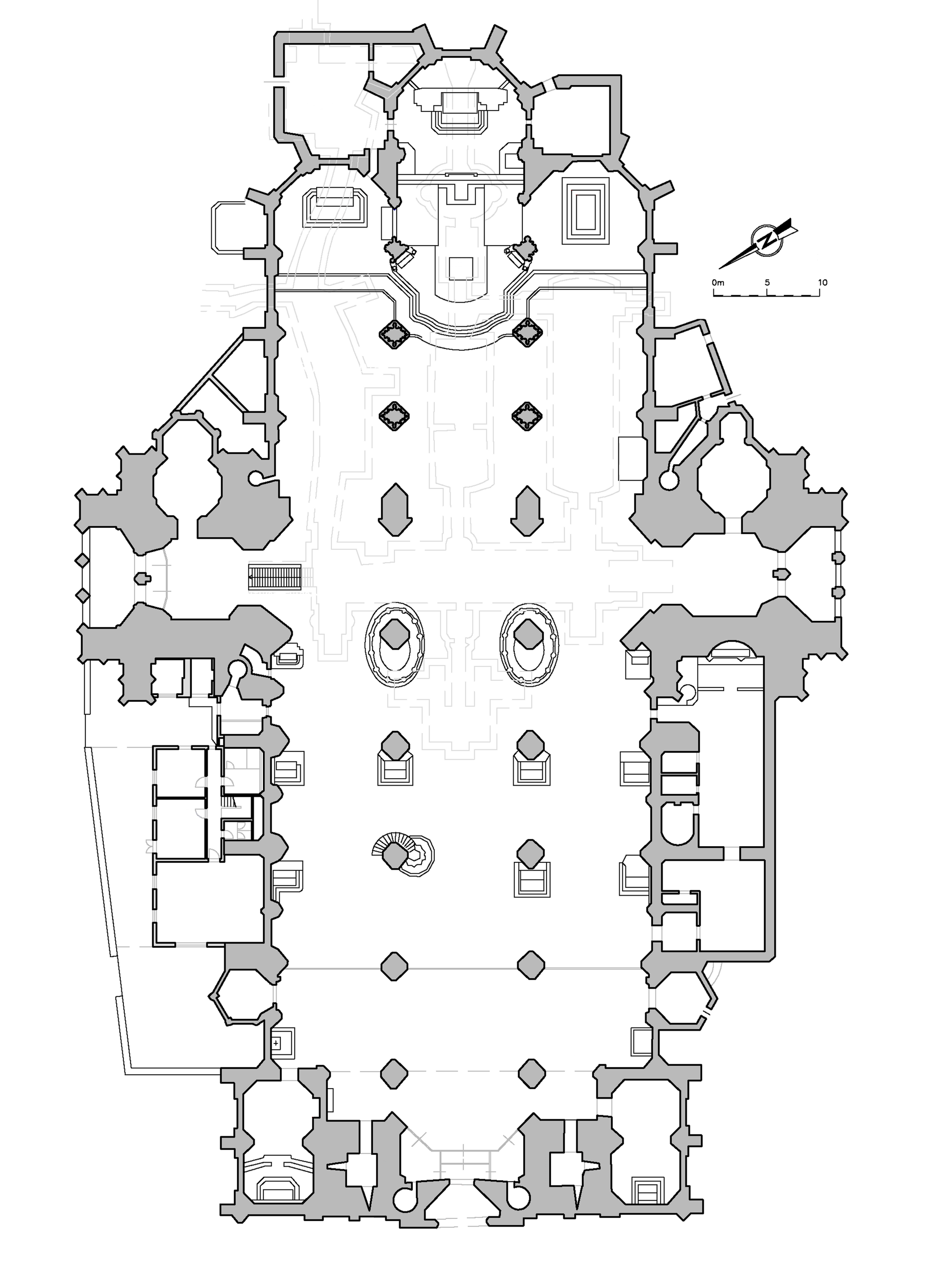
План

- Загальна довжина усіх трьох хорів — 32,4 м
- Висота середнього хору — 22,4 м
- Висота середнього нефу у поздовжнього нефі — 28 м
- Висота бокових нефів у поздовжньому нефі — 22,4 м
- Висота покрівлі хорів — 46,7 м
- Висота покрівлі поздовжнього нефу — 59,9 м
- Висота південної вежі — 136,4 м
- Висота північної вежі — 60,6 м

У часи Габсбургів жодна з церков Австро-Угорщини не могла бути вищою за південну вежу собору Св. Стефана.

### Покрівля

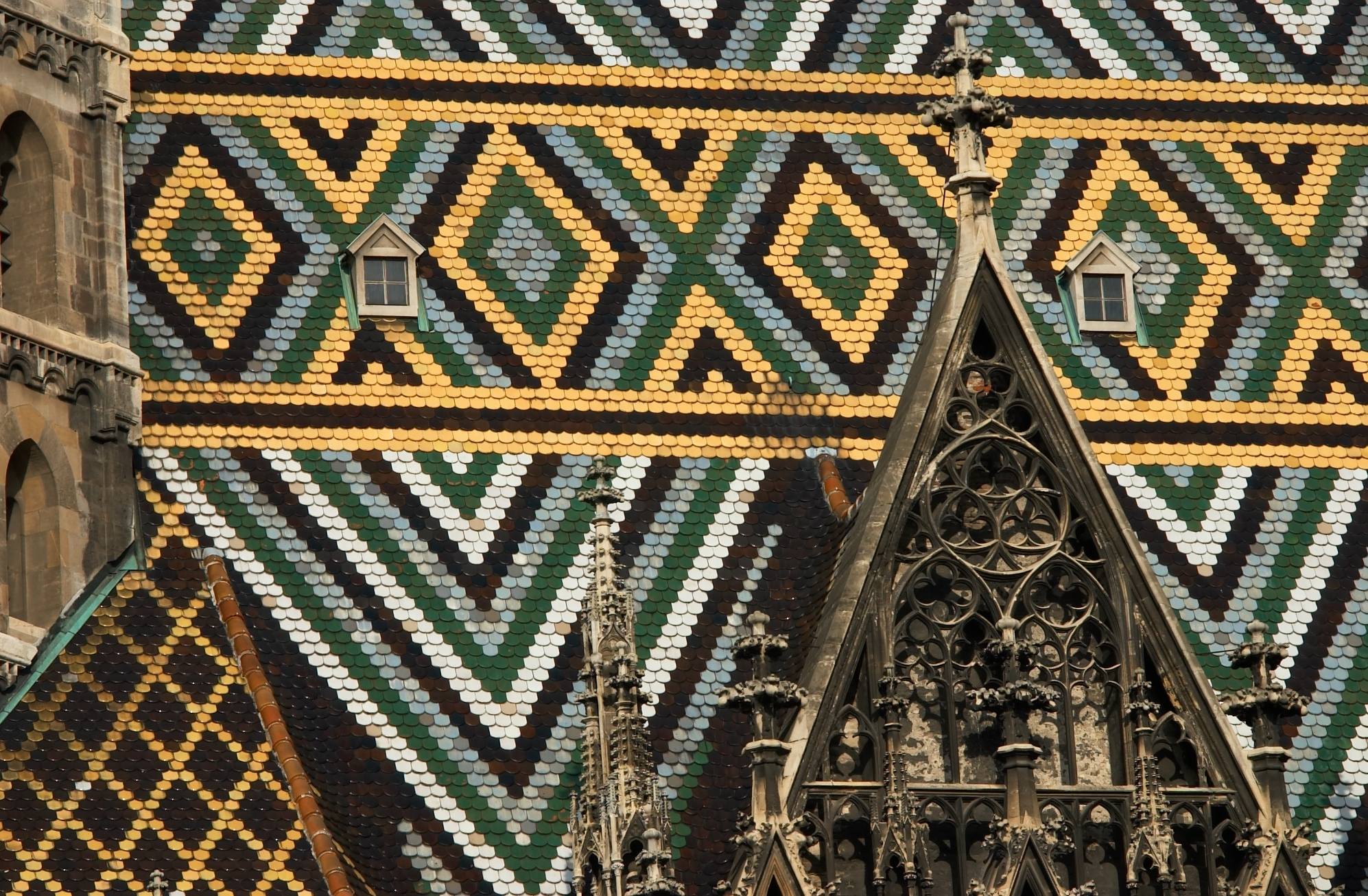
Покрівля

Естетична функція покрівлі собору — об'єднати в єдине ціле різні архітектурні частини собору: західний фасад, двохярусні каплиці, поздовжній неф та хори, а також слугувати зв'язуючою ланкою між собором та південною вежею. Покрівля на 37,85 метрів вища за поздовжній неф, і — на 25,30 метрів вища, ніж хори; її загальна довжина 110 метрів. Ширина покрівлі складає 35 метрів, а кут нахилу 65 градусів, доходячи у самих кутах місцями аж до 80 градусів. Завдяки цьому дощова вода швидко стікає по поверхні покрівлі, одночасно очищуючи її.
Загальна вага конструкції покрівлі складає 605 тон. Покрівля замінила згорівшу під час пожежі 1945 року кроквяну конструкцію, що складалася із 3 000 колод, загальною площею у 1,5 км² — площа, яку займає восьмий район Відня (Йозефштадт). Особливості покрівлі собору придає використання 230 000 кольорових облицювальних черепиць. Вага однієї церепиці складає 2,5 кг. Кожна черепиця прибита двома мідними цвяхами до крокви покрівлі та закріплений додатково будівельним розчином. Якщо усі черепиці покрівлі викласти в одну лінію, то її довжина складе 51 км. Кольорова гама зигзагоподібного орнаменту поздовжнього нефу з ромбоподібним візерунком складається із 10 кольорів. Черепичний візерунок покрівлі відтворює візерунок сарацинського килиму.
Південну частину покрівлі над Альбертинськими хорами прикрашають герб Австрійської імперії з датою 1831 р. і монограма F.I. (Франц I). Північну — герб Австрії та герб міста Відня із датою 1950 р. (рік, коли були завершені покрівельні роботи після відновлення собору). Облицювальна черепиця була привезена з Моравської області (м. Пашторна).

### Південна вежа

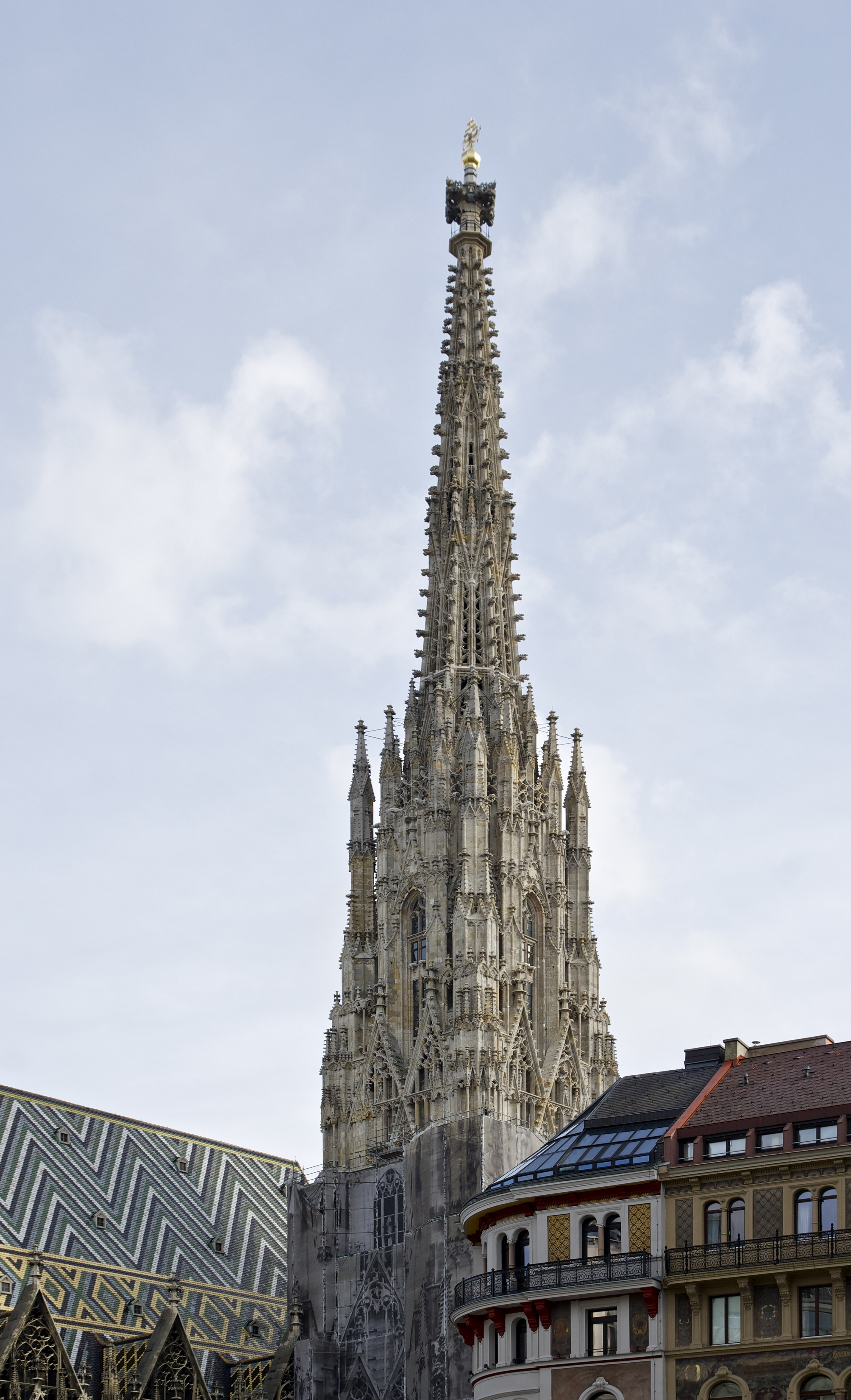
Південна вежа

Статуї Рудольфа IV, що тримає модель собору із двома вежами біля Зінгерського та Єпископського порталів свідчать про початковий план будівництва собору. За аналогією з язичницькими вежами планувалося будівництво двох однакових з висотою південної та північної веж. Однак на відміну від інших церковних споруд будівництво північної вежі розпочалося тільки після завершення будівництва південної. Південна вежа, яка є символом м. Відня, має невеликий, близько 3,5 метрів, фундамент, що свідчить про хорошу статику будівлі. За традицією герцог Рудольф IV власноруч заклав 7 квітня 1359 року перший камінь у будівництво собору. Вежовий зал із прибудованою до нього каплицею Катерини був завершений у 1369 році, а перший ярус — у 1404 році. Оскільки первісні плани не могли бути реалізовані, то у 1409 році довелося багато зі збудованого знести. Але в тому ж році за проєктом архітектора Ганса фон Прагатіца за фінансової підтримки жителів Відня будівельні роботи були відновлені. 1416 року у другому ярусі вежі були встановлені дзвони. 10 жовтня 1433 року Ганс фон Прагатіц спорудив хрест на верхівці шпиля вежі. Вежа собору св. Стефана стала другою за висотою соборною вежею в Європі після вежі Страсбурзького собору.
Вежа побудована за принципом піраміди, що постійно звужується. Основу вежі складає квадрат, межі, якого розширюються, поступово переходять у восьмикутник. Спочатку над великим трикутним фронтоном планувалося будівництво восьмикутного верхнього ярусу, однак в результаті проєктних змін 1400 року над трикутним фронтоном був прибудований і чотирьохгранний ярус майданчика дзвіниці.
У центрі восьмикутного ярусу возвишається шпиль вежі, який оточують 12 фіал, що символізують дванадцять апостолів (вежа прилягає до Апостольських хорів). Шпиль вежі, що символізує Ісуса Христа, поділений на три частини, що символізують св. Трійцю. Шпиль вежі оздоблений кам'яними квітами, що називаються краббами, типовими елементами для готичного стилю. На невеликому восьмикутному сходовому майданчику вивищується хрестоцвіт із капітеллю. Вежу увінчує двоголовий орел, що тримає щит із девізом імператора Франца Йосифа I «Viribus Unitis» («Об'єднаними зусиллями») і хрест, що складається з двох поперечних перехресть. З початку XV століття до кінця Другої світової війни майданчик вежі, розташований на висоті 82 м слугував оглядовим пунктом для пожежної служби. Під час турецьких облог вона мала також особливе стратегічне значення. 1417 року вежу прикрашав великий годинник, який під час реставраційних робіт 1860—1861 років був прибраний з фасаду вежі. По завершенні реставраційних робіт 1862—1864 років вежу так і залишили без годинника.
У 1997 році на східному боці вежі біля Примського порталу встановлено пам'ятну дошку на честь капітана Гергарда Клінгіхта, який відмовився у квітні 1945 року виконати наказ: підірвати південну вежу.

### Північна вежа

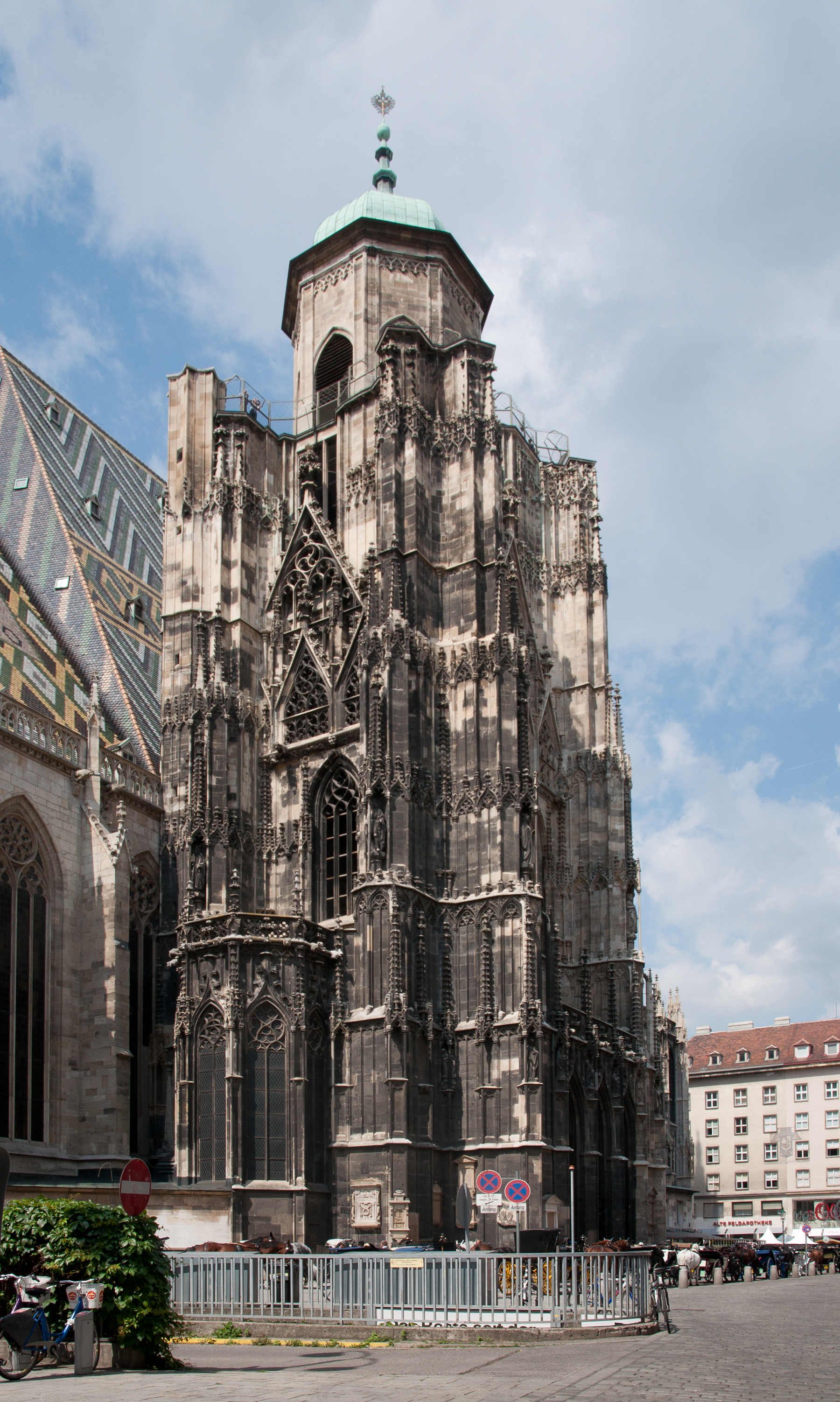
Північна вежа

13 серпня 1450 року імператор Фрідріх III заклав перший камінь у будівництво північної вежі, яка після коронації імператора отримала назву «орлиної». Соборним будівельником того часу був майстер Ганс Пухсбаум (1390—1454). За наказом імператора для гасіння вапна використовувалося вино (вапно з додаванням вина стає особливо стійким).
Аби фундамент вежі стабілізувався, подальше будівництво вежі було припинено і продовжено лише через 17 років, коли 2 червня 1467 року єпископ Пассау урочисто заклав перший камінь в існуючий фундамент. Проєкти, що збереглися свідчать про те, що будівництво вежі значною мірою було орієнтоване на вже збудовану південну вежу.
У 1511 році північна вежа вже досягла своєї висоти, і подальше її будівництво було припинено. 1578 року Ганс Сафой створив для незавершеної вежі купол у стилі Відродження, використовуючи готичні елементи. У XVII і в XIX століттях не раз виникали ідеї завершення північної вежі, однак, їх так і не вдалося реалізувати.
У 1957 році у північній вежі був встановлений найбільший дзвін собору — «Пуммерін».

### Скульптури, що прикрашають фасад собору

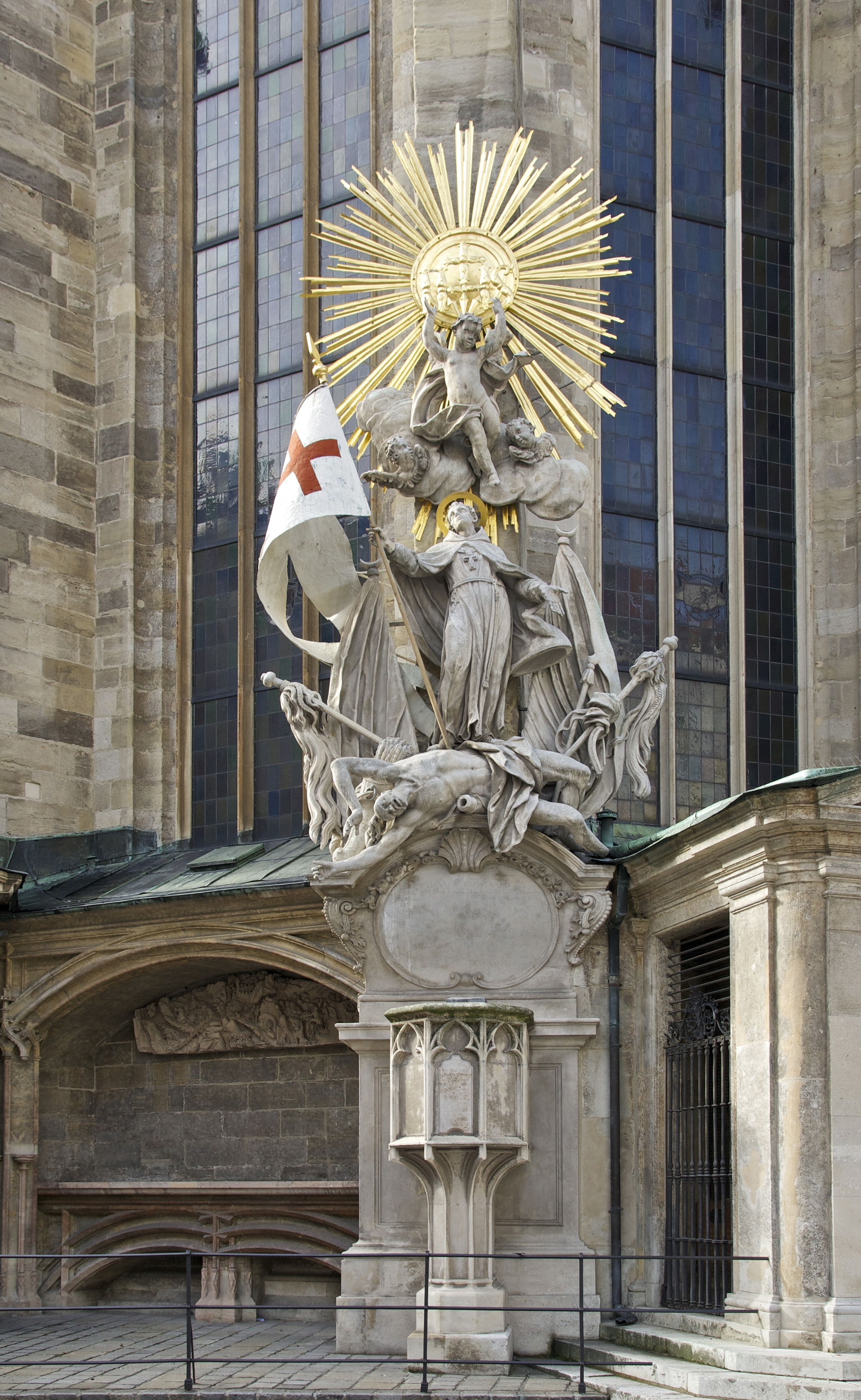
Кафедра св. Іоанна Капістрана біля входу до катакомб

Фасад собору прикрашений численними статуями, які є основними копіями, що були виконані у XX столітті. Оригінали зберігаються в Історичному музеї Відня. Статуї символізують різних святих, а також предків Рудольфа IV. Найвідоміша статуя св. Стефана (1460), що розташована на південній вежі. Вона є однією з найдавніших статуй, що прикрашала первісний фасад собору, і знаходиться над першим ярусом, біля, так званої, Штархемберзької лави. Звідси під час турецької облоги 1529 року захисник міста граф Рюдігер Штархемберзький спостерігав за неприятельским військом.
Із церковної кафедри XV століття біля входу до катакомб за дорученням імператора Фрідріха III проповідував св. Іоанн Капістран, і 1454 року закликав до хрестового походу на турків. Чи слугував готичний стілець проповідника спочатку цвинтарною кафедрою, знаходячись на цвинтарі св. Стефана або, можливо, він був попередником нинішньої церковної кафедри — точно не встановлено.
У 1738 році францисканці прикрасили кафедру скульптурною композицією у стилі бароко, що символізує апофеоз святого з їхнього ордену, який загинув 1456 року у битві з турками.
Окрім цього на фасаді також знаходяться:
- Розп'яття «із зубним болем», що отримало свою назву завдяки виразу на ликові Спасителя
- Дві залізні міри — середньовічні віденські еталони
- Сонячний годинник на аркбутані

## Портали

### Зінгерський портал
Так званий Зінгерський портал («Півчий портал», 1360) — південно-західний вхід собору, що веде до Апостольського нефу та раніше, ймовірно, слугував входом для півчих церковного хору, є одним із найприкметніших зразків готичного мистецтва у соборі св. Стефана. На цьому місці раніше знаходився вхід до романської церкви. 1440 року до порталу прибудовано вестибюль, завдяки якому портал добре зберігся. Втім, під час реставраційних робіт XIX століття була порушена кольорова композиція порталу.
Особливо виділяється барельєфна композиція нижньої частини порталу, що зображує сцени із життя апостола Павла. Саме до ніг Павла кати Стефана після страти поклали свій одяг (Дії 7:58). Особистість Павла невід'ємно пов'язана з біографією покровителя собору. Ліворуч зображений Павло (Саул) на шляху в Дамаск, у центрі — падіння Павла (Саула) і, нарешті, його навернення у християнську віру. Облямовує місце дії своєрідна архітектурна композиція. У верхній частині порталу зображені сцени хрещення та мученицької смерті апостола.
Центральну частину порталу облямовують статуї апостолів в одязі. Це робота різних скульпторів. Портал прикрашають кам'яні фігури засновника церкви — Рудольфа IV у правому та його дружини Катерини у лівому нижніх кутах. Фігури зображені у повний зріст, трохи нахилившись одна до одної, у супроводі гербоносців. Рудольф тримає у правій руці модель собору св. Стефана, а Катерина — скіпетр. Далі зображені фігури св. Павла, Христа, що тримає земну кулю, а також неоготичні фігури (1893) святих: Рудольфа, Франциска, Єлизавети Тюринзької.

### Єпископський портал

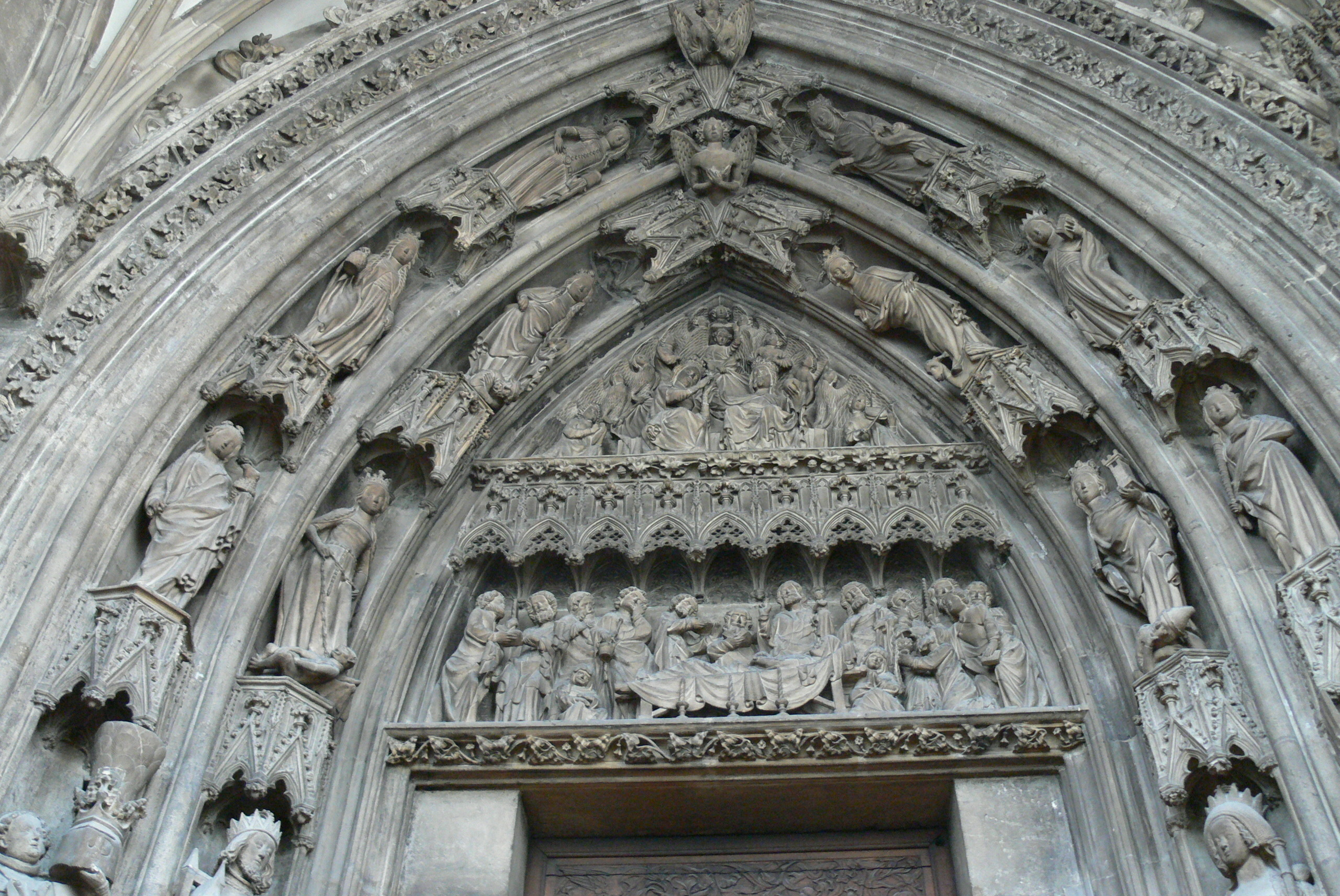
Єпископський портал (1360)

Портал, побудований у 1360 році, отримав таку назву, оскільки через нього входив у собор єпископ до Жіночого нефу (зараз тут розміщується сувенірний магазин). За структурою та будовою цей портал у багато чому схожий із Зінгерським порталом. У барельєфній композиції нижньої частини порталу зображено сцену Успіння Богородиці. Перед ліжком Богородиці стоять свічки, біля узголів'я та ніг — колінопреклонні плакальниці. Біля узголів'я Марії, що помирає, стоїть також її син, Ісус Христос, підняшви праву руку. У лівій руці він тримає душу своєї матері. Скорботні апостоли здійснюють різні обряди: святий Петро читає молитви зі святої книги, один з апостолів здійснює окроплення святою водою, іншою тримає кадило.
У верхній частині порталу зображена сцена коронації Марії: Христос, що сидить на одному престолі зі своєю матір'ю, вінчає голову Марії короною. Янголи та гарпії (істоти з тулубом птаха та головою янгола) тримають завісу, що облямовує трон. Те, що відбувається супроводжуються розташованими по кутах янголами, які музикують.
В архівольтах розташовані статуї жінок-святих (вхід до Жіночого нефу), а також статуї Рудольфа IV (ліворуч) і Катерини (праворуч). Рудольф тримає у правій руці модель собору св. Стефана, а в лівій — скіпетр. У вестибюлі Єпискоського порталу знаходиться барельєфне зображення сцени Благовіщення Марії.
23 березня 1361 року за єпископа Петра із м. Кур у Єпископський портал був замурований Коломанський камінь, на якому, за переказами, катували св. Коломана.

### Великий портал

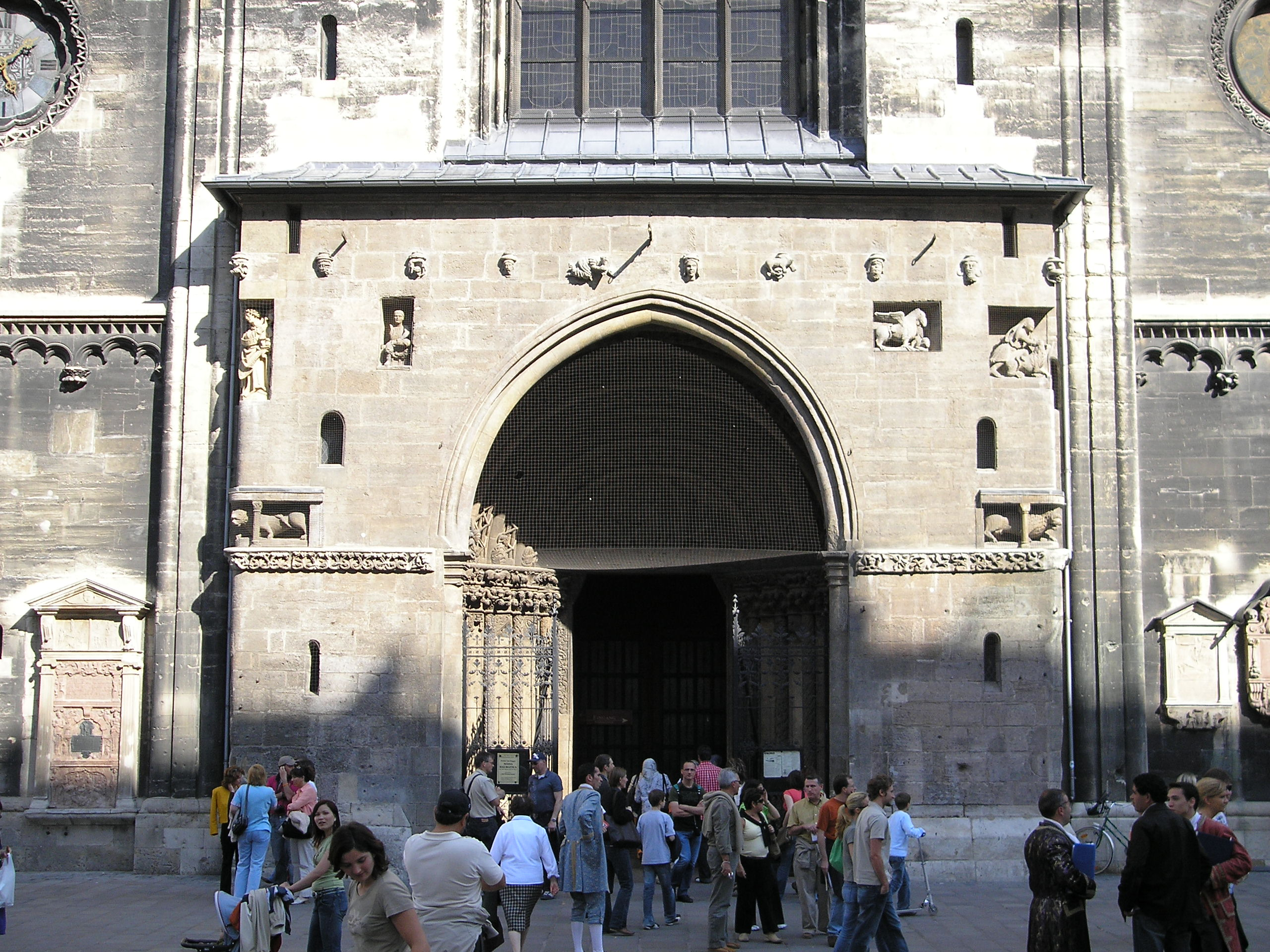
Великий портал із вестибюлем

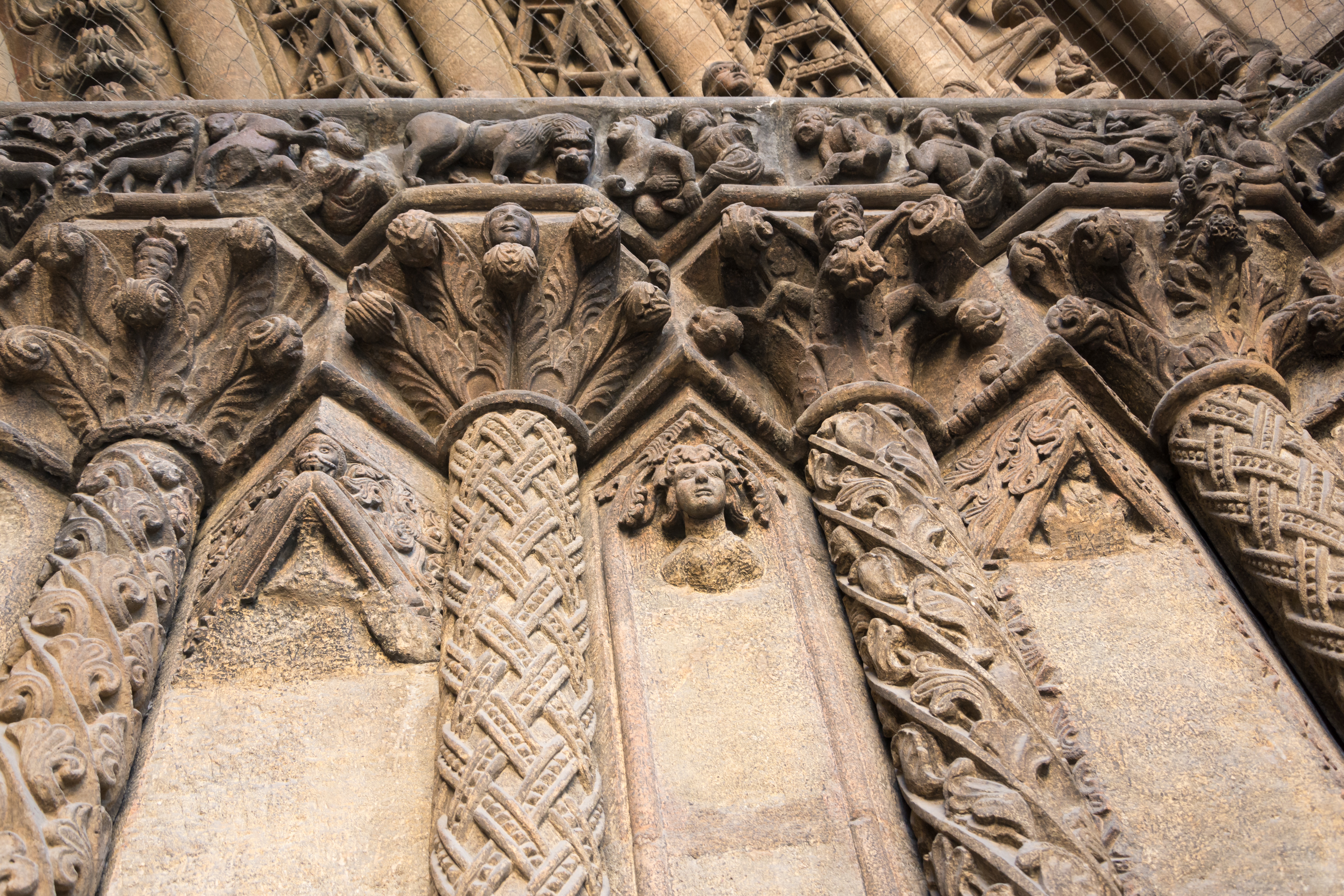
Колони порталу з правого боку

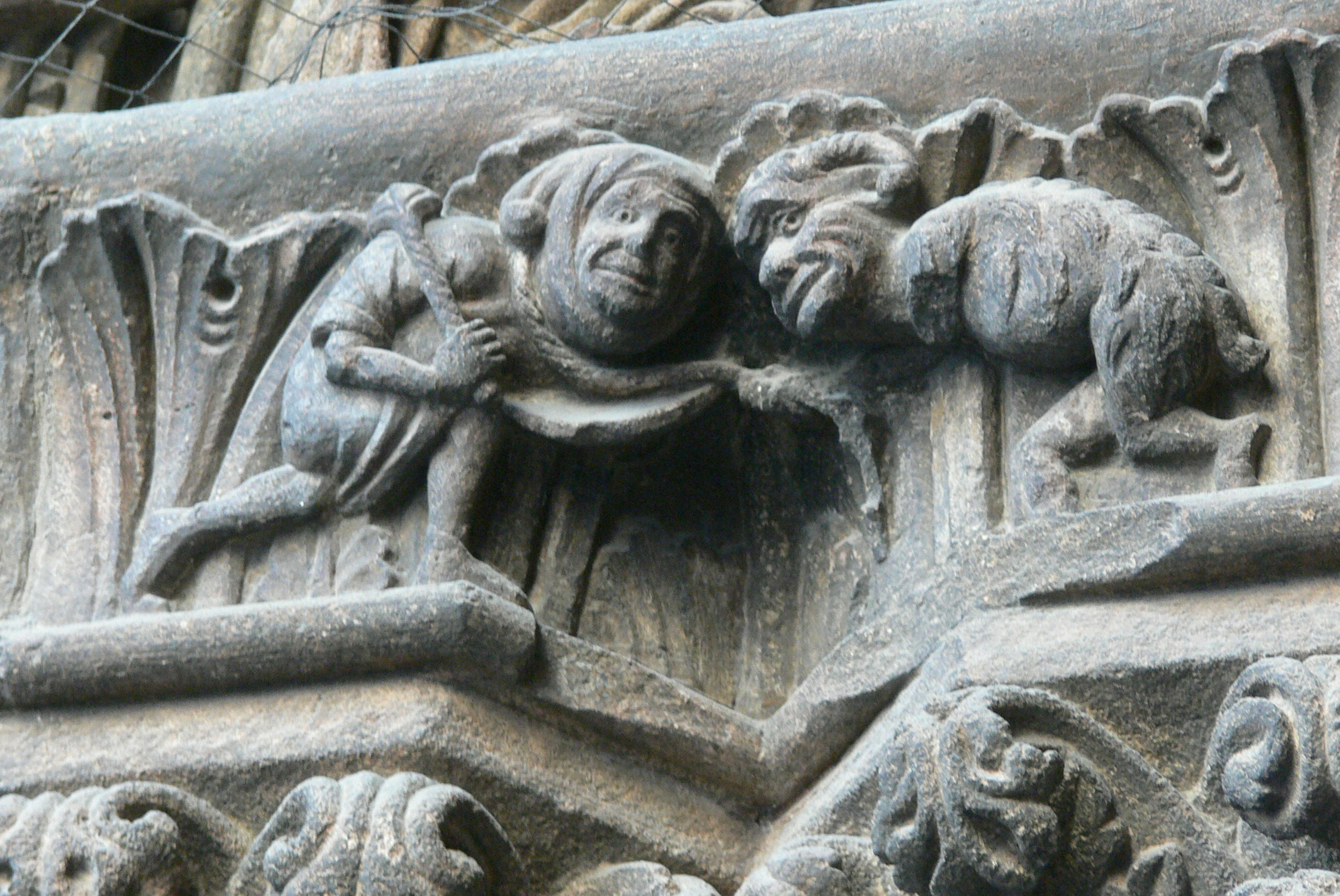
Демони — людина і диявол — з лівого барельєфного ряду

Великий портал («Різентор»), побудований у період з 1230 по 1259 роки з нагоди візиту імператора Фрідріха ІІ, був перебудований у величний, багато прикрашений головний портал собору. Уявлення про первісний вигляд порталу дають проведені розкопки. Західний фасад з головним порталом і язичницькі вежі відносяться до найдавніших та найзначніших споруд собору. Назва «Різентор» (нім. Riesentor) пов'язана з місцевими переказами. Ймовірно, певне відношення до назви порталу має велика кістка мамута, що знаходиться у головному порталі, або ж назва походить від давньонімецького кореня «risen», що означає «вступати», «в'їжджати».
Назва «язичницькі» вежі відноситься передусім до їх середньовічного фасаду, хоча вираз «heidnisch» має ще одне значення «похилий вік».
Великий портал неодноразово перебудовувався. Орнамент, що прикрашав колони був зруйнований (імовірно, під час пожежі 1258 року), окремі рельєфні панелі були зміщені, обидві скульптури на внутрішній поверхні готичного склепіння були встановлені набагато пізніше, барельєф Христа у верхній частині склепіння також зазнав змін. На тимпані зображений барельєф Христа Пантократора, що сидить на веселці. Його права рука піднята для благословення, у лівій — він тримає Книгу Життя. Навколо голови Христа — хрестоподібний німб. В ореолі святості знаходяться чотири зірки (найпізніша робота). Інша, верхня частина, склепіння прикрашена рослинним орнаментом. Бічні колони прикрашають виноград і виноградна лоза — символи Євхаристії.
Сім колон з обох боків є несучими частинами порталу. Колони, увінчані головами тварин, розташовані вздовж сходинок по бокам порталу. Троє з них утворюють опору для фундаменту верхнього ярусу. Портал прикрашає рослинний орнамент, лики святих, голови тварин. На барельєфі, що знаходиться на передній лівій стороні склепіння, зображені мавпа, диявол, який затягує на шиї у людини петлю, два орли (орел з гладким оперенням символізує вічну велич, а орел з скуйовдженим пір'ям символізує прокляття). До орлів направляється лев, за яким слідують сирени з крилами та двоє драконів, що оповили шиї одне одному. На правій стороні склепіння зображені дві собаки з однією головою, лапи яких сплутані лозою. Цей барельєф є більш пізньою роботою. На барельєфі розташованому поруч зображений лис, який тягне за волосся людину, що лежить. Між левом та мавпою зображені дві людини, одна з яких замахується сокирою на іншу. Незвичне зображення людини із піднятими руками перед драконами, що оповили одне одного, за ними слідує маленький чорт. Тварини із людською головою та сирена, що танцює завершують цей барельєфний ряд. На лівій стороні склепіння представлений світ демонів, на правій — світ людей, які знаходяться у володінні демонів. Верхній барельєфний ряд представляє найвищі сфери — світ святих. Над колонами сидять апостоли, що тримають у руках книги та сувої, погляд їхній направлений на Христа. Ліворуч зображений святий Петро із ключем, праворуч — святий Павло. У верхній частині склепіння представлені чотирнадцять святих: дванадцять апостолів і два євангелісти: Лука і Марко; десять святих зображені із книгами, а чотири із сувоями.
Готичний вестибюль значно змінив портал. Він відноситься до того ж часу, що і велике готичне вікно, вбудоване у 1440 році на місці круглого романського вікна.
На внутрішній поверхні склепіння вестибюля зображені дві фігури: ліворуч — людина з долотом, праворуч — людина на колінах. Можливо, вони уособлюють каменяра-підмайстра та його майстра. Драпірування біля лівого коліна Христа відсічене. Імовірно, фігури майстра і підмайстра виражають свою повагу «великому зодчому світу».
У ході будівництва західного вікна в XV столітті вестибюль порталу дещо осів. У верхнній його частині зображений гриф, що вбиває здобич, поруч — Самсон, що роздирає пащу лева, ліворуч суддя, що сидить на троні, перекинувши ногу за ногу, який у народі зветься «той, хто витягує скабку» і фігура св. Стефана (копія 1997 року). Фігури судді і розташованих по бокам левів свідчать про те, що Великий портал був також місцем здійсненням світського правосуддя.
У 1996—1997 роках було проведено відновлення Великого порталу спеціалістам з усієї Європи при співпраці будівельного управління собору відповідно до новітніх досягнень в області реставрації та збереження історичних пам'яток. 23 березня 1997 року після копітких реставраційних робіт, що тривали близько року, відбулося урочисте відкриття Великого порталу. Церемонія відкриття була проведена архієпископом кардиналом Крістофом Шенборном. Під час реставрації були відновлені фрагменти середньовічного облицювання порталу. Під час археологічних розкопок в районі Великого порталу були знайдені численні залишки поховань, а також фрагменти стін раніше невідомих споруд: фундамент прямокутної церковної споруди та стародавній портал. Оскільки поховання у Середні віки здійснювалися лише біля церкви, то по наявності під стародавнім порталом гробниць, припускається існування більш стародавньої церкви, що знаходилася трохи на схід.

## Інтер'єр
Спочатку собор був задуманий як міський або приходський заловий храм, про що свідчить поділ собору на три нави однакової висоти, що не було властиво класичній готичній моделі побудови. Особливе значення надавалося хорам собору. Кожний із нефів, особливо це підкреслюють колонади, представляє певну іконографічну ідею: середній неф і його вівтар присвячені Ісусу Христу, св. Стефану, а також усім святи; південний неф присвячений апостолам, північний неф — Богоматері.
Середні хори побудовані не суворо у східному напрямі, а з невеликих відхилом на північ. Точно, не встановлено, чи має цей феномен символічну аналогію із головою Ісуса на хресті або він пояснюється вирівнюванням осі побудови суворо на схід.

### Середній неф

#### Головний вівтар

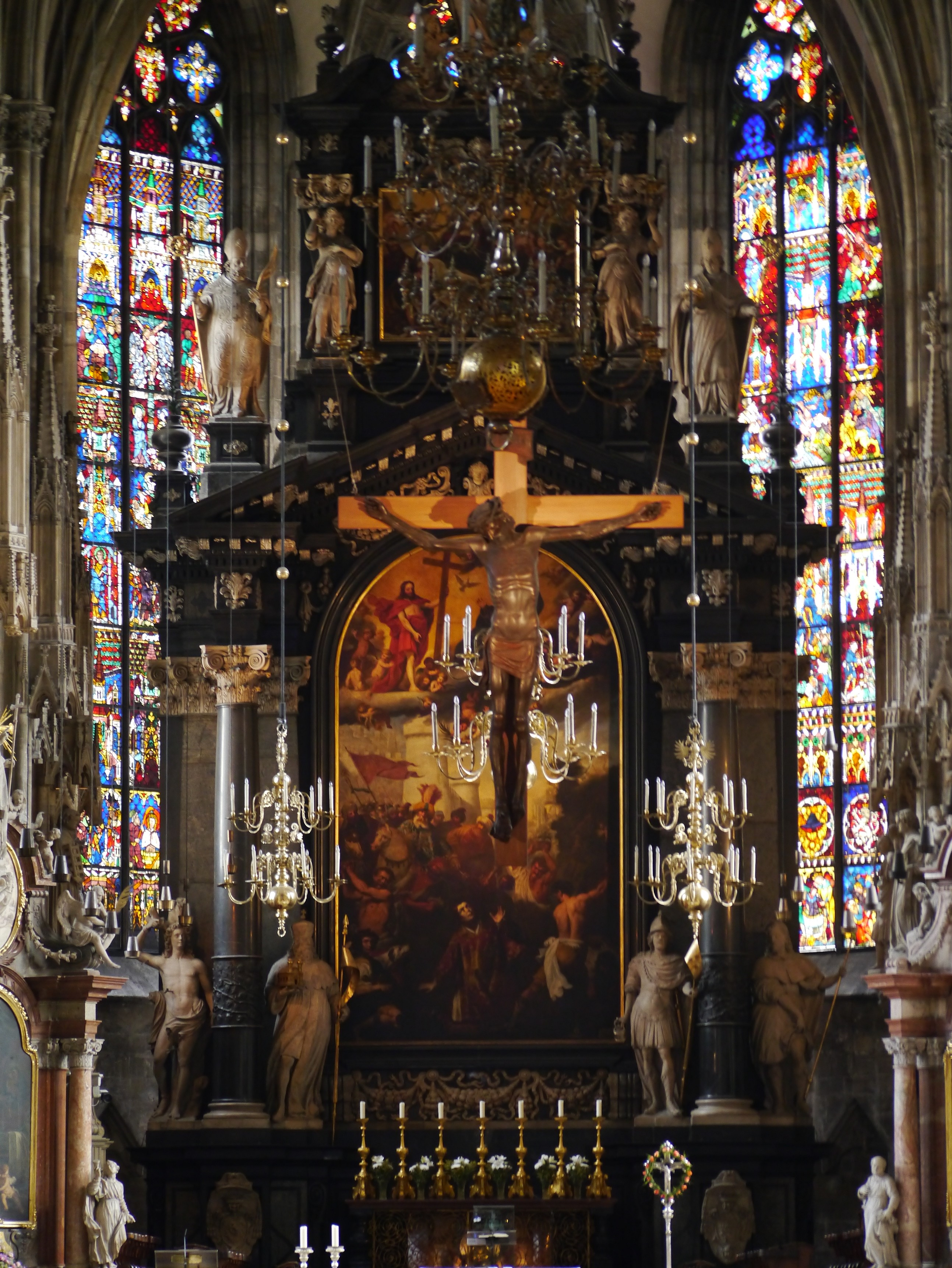
Головний вівтар (1640/47)

Головний вівтар побудовано за наказом архієпископа-курфюрста графа Бройнера братами Йоганном Якобом (1604—1651) та Тобіасом Пок (1609—1683) із Констанца. 19 травня 1647 року вівтар був освячений. Він належить до так званого типу «porta coeli» («небесні ворота») і за структурою побудови у багато чому схожий на портал замку або палацу. Символічна тема ікони — головного твору Тобіаса Пока: на іконі зображена сцена страти св. Стефана біля стін Єрусалиму, небеса, що над ним розгорнулися, Всевишній та Ісус Христос, що стоїть по його праву руку. Далматика св. Стефана зображена так само, як і далматика на «малій ризі Бройнера», найстарішій ризі собору (1647). Риза була передана архієпископом-курфюрстом Бройнером з нагоди освячення головного вівтаря. Відтоді, вони завжди використовується під час богослужінь у день св. Стефана, 26 грудня. Художник Тобіас Пок зобразив себе на іконі вівтаря у вигляді молодого чоловіка із собакою.
Головний вівтар вважається найпершим та найвизначнішим вівтарем у Відні в стилі раннього бароко. Декілька сходинок ведуть до престолу, на якому стоять сім позолочених свічників зі свічками — аналогія із сімома першими дияконами (У ході перебудови 1989 року дарохранильниця, де зберігаються просфори, була прибрана з престолу). Цоколь, колони і фронтон вівтаря були виготовлені із чорного польського мармуру, що створює контрастний фон двом гербам, розташованим на цоколі і пілястрах, виготовлених із сірого штирійського мармуру. Інші декоративні і скульптурні фрагменти вівтаря виготовлені із білого тірольського мармуру.
Ікона вівтаря написана на дерев'яній панелі, роботи Йоганні Депольта із м. Констанц, оскільки звичайне полотно не було розраховане для написання ікони таких великих розмірів. По бокам ікони розташовані ліворуч: статуї св. Севастіана і патрона Австрії маркграфа Леопольда ІІІ і праворуч: статуї св. мученика Флоріана і св. Роха. Севастіан і Рох шановані в Австрії як святі — заступники, що оберігають від чуми, і тому займають почесне місце біля вівтаря. У верхній частині вівтаря знаходяться скульптури двох янголів і статуї двох єпископів, особу яких важко встановити. Ймовірно, тут представлені Квірін і Северин або ж Боніфацій і Руперт. На прямокутній іконі у верхній частині вівтаря зображена Діва Марія. Усього за день до освячення вівтаря архієпископ-курфюрст Бройнер освятив статую Марії. Імператор Фердинанд ІІІ дав при цьому єпископу урочисту обіцянку зробити Богородицю покровителькою ерцгерцогства Австрійського.

#### Лава для членів кафедрального капітула
Лава для членів кафедрального капітула (у стилі бароко) була створена у період з 1639 по 1648 роки при єпископі Бройнері Маттіасом Геклом за проєктом Якоба Пока і являє собою споруду із декількома рядами. Висока задня спинка лави прикрашена різьбленими колонами, раковинами, а також барельєфами: папи Римського Павла ІІ, імператора Фрідріха ІІІ — засновника віденської єпарії, а також віденських єпископів. Під кожним барельєфом знаходиться гербовий щит із зазначенням імені єпископа. Після Другої світової війни до лави був прибудований ще один ряд.

#### Вітражі
Багаті готичні вітражі, що раніше прикрашали собор, збереглися із великими втратами. Збереглися лише деякі фрагменти, з яких зібрані три віконні вітражі на хорах. Вітраж із зображенням розп'ятт Ісуса Христа спочатку знаходився у середньому вікні хорів, бувши іконографічним продовженням теми готичного головного вівтаря, що не зберігся. 1901 року вітраж був перенесений у праве вікно хорів. У нижній частині вітража зображена страта св. Стефана, а у верхній — розп'яття Христа.

#### Вівтарі, що знаходяться біля колонади
Вівтарі св. Іоана Непомука і св. Карло Борромео
Спочатку вівтар св. Яна Непомука, національного святого Богемії, прикрашала ікона, написана Мартіно Альтомонте (1657—1745). Однак під час пожежі ікона сильно постраждала і була замінена іншою іконою роботи кремського художника Шмідта. Ікона називалася «Захоплення св. Іоана Непомука». Вона була тимчасово передана собору Мельцьким монастирем. У зв'язку із цим була виготовлена копія ікони, яка зараз і прикрашає вівтар. Скульптурними прикрасами вівтаря є статуї Іоана Хрестителя та Іоана Євангеліста. Вівтар був завершений у 1723 році.
Вівтар св. Карло Борромео, який нині знаходиться у музеї собору, був зведений у 1728 році. Спочатку вівтар прикрашала ікона, написана Йоганн-Міхаелем Роттмайром. 1783 року вона була замінена іконою з інкрустацією з гіпсу роботи Вольфганга Кеппса. На іконі зображена сцена вознесіння молодого міланського кардинала і святого-заступника, що оберігає від чуми, на небеса. Облямовують ікону зображення святого Петра (ліворуч) і святого Якова Молодшого (праворуч). Обидва вівтарі прикрашені картинами із зображеннями янголів у небесному сяйві.

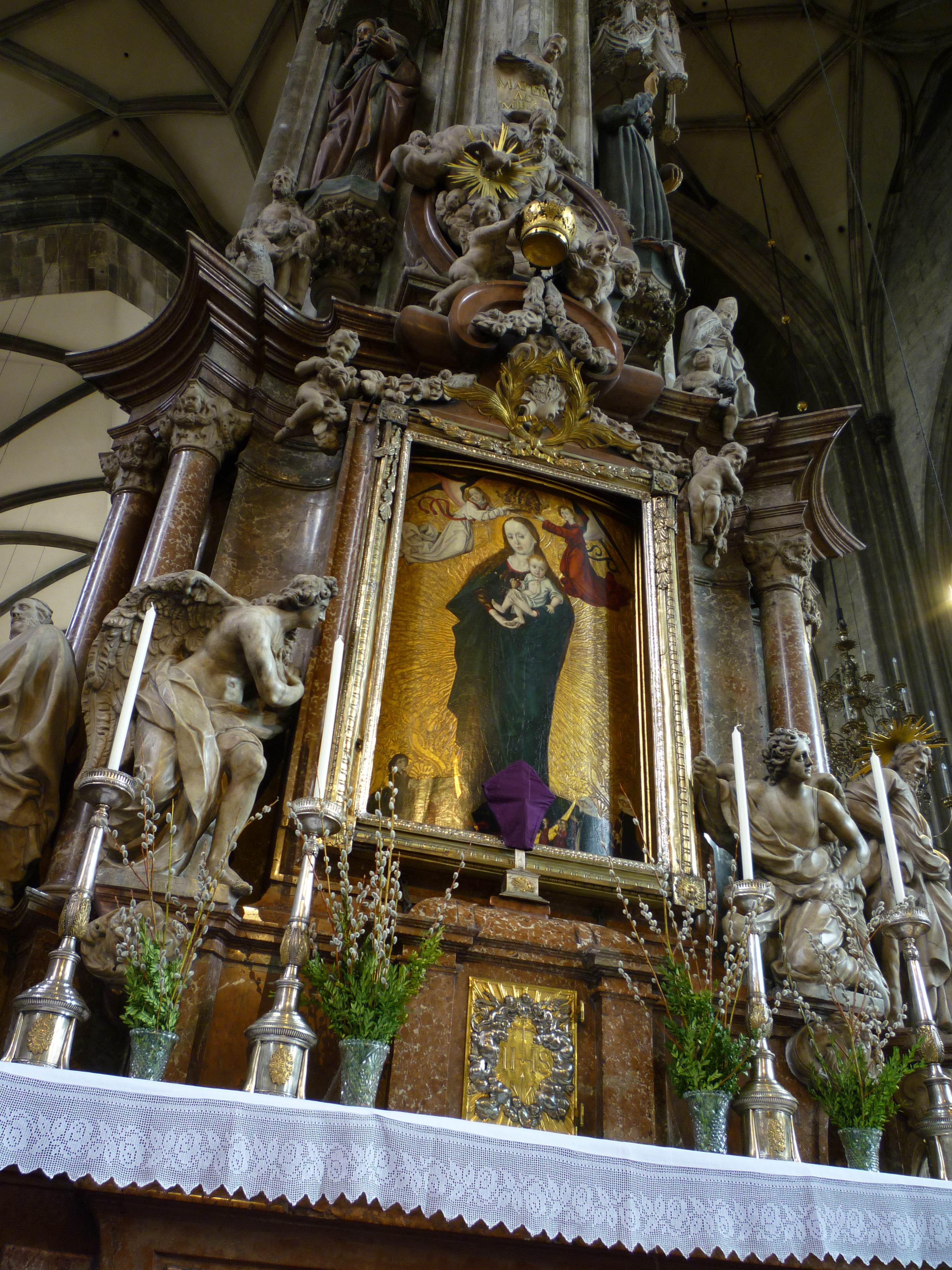
Жіночий вівтар із чудотворною іконою «Марія у променях сонця»
У жовтні 1693 Жіночий вівтар, де раніше здійснювали обряди причастя, прикрасила пізньоготична чудотворна ікона Богоматері «Марія у променях сонця», написана у 1470—1480 роках. На іконі зображена Богоматір, що стоїть із немовлям у напівмісяці, і янголи, що вінчають голову Марії короною Габсбургів. Біля ніг Марії, праворуч і ліворуч, зображені члени родини, на кошт якої була написана ікона. «Марія у променях сонця» — робота невідомого іконописця. Вона, належить, імовірно, до школи Мартіна Шонгауера; хоча за своєю композицією і стилем — дуже схожа на твори Ганса Зібенбюргера, який наприкінці XV століття жив у Відні.
Вівтар побудований у 1708 році за проєктом Маттіаса Штайнля. Поруч із розташованими по бокам фігурами янголів знаходяться фігури святих Симона та Юди Тадея, які є елементами оздоблення попереднього вівтаря. У верхній частині вівтаря зображена фігура Бога-Отця і Святого Духа. Обидві статуї представляють Іоана Хрестителя (ліворуч) і св. Бенедикта (праворуч).
Вівтар св. Йосифа
Вівтар св. Йосифа, також як і Жіночий вівтар, слугував раніше місцем для проведення обряду причастя. Вівтар був побудований у 1700 році за проєктом Маттіаса Штайнля. Ікона вівтаря написана іконописцем на металевій основі. На ній зображений молодий Йосиф, який показує немовля Ісуса. Ікона датується 1699 роком. Поряд з янголами знаходяться фігури євангелістів Матвія і Марка; у верхній частині вівтаря фігури євангелістів Луки та Іоана. Вівтар вінчає скульптурна композиція — «Благовіщення Діви Марії».
Вівтар св. Цецилії
На іконі, датованій 1701 роком зображена св. Катерина на колінах на фоні хмар; з обох боків від неї — св. Цецилія, покровителька церковної музики, і св. Луція. Над ними зображений оточений маленькими янголятами янгол, який тримає корону мученика. Поряд знаходяться скульптури євангеліста Іоана і святого з бородою, особу якого важко встановити. Вінчає вівтар ікона із зображенням Богоматері із немовлям і скульптура св. Єлизавети Тюринзької, що стоїть на п'єдесталі.
Вівтар був побудований на кошти барона Ніколая Вільгельма із м. Альгорн, про що свідчить напис на вівтарі.
Вівтар св. Януарія
Ікона вівтаря належить пензлю Мартіно Альтомонте. На ній зображено тріумф св. Януарій над містом Неаполь. Янголи тримають єпископський жезл і пальму — символ мучеництва. У руках у них — ампули, наповнені кров'ю св. Януарія. Цей святий відомий, передусім, завдяки чуду «розрідження крові»: сухі залишки крові, що знаходяться в ампулах, стають у день цього святого рідкими. Перша згадка про чудо датується 1389 роком.
Облямовують ікону зображення святих Яна Непомука і Миколая. Із жіночих фігур святих, розташованих у верхній частині вівтаря, розпізнається лише Марія Магдалина. Цоколь прикрашений рельєфним зображенням сцени взяття св. Януарія у полон і сценою приборкання левів.

#### Кафедра

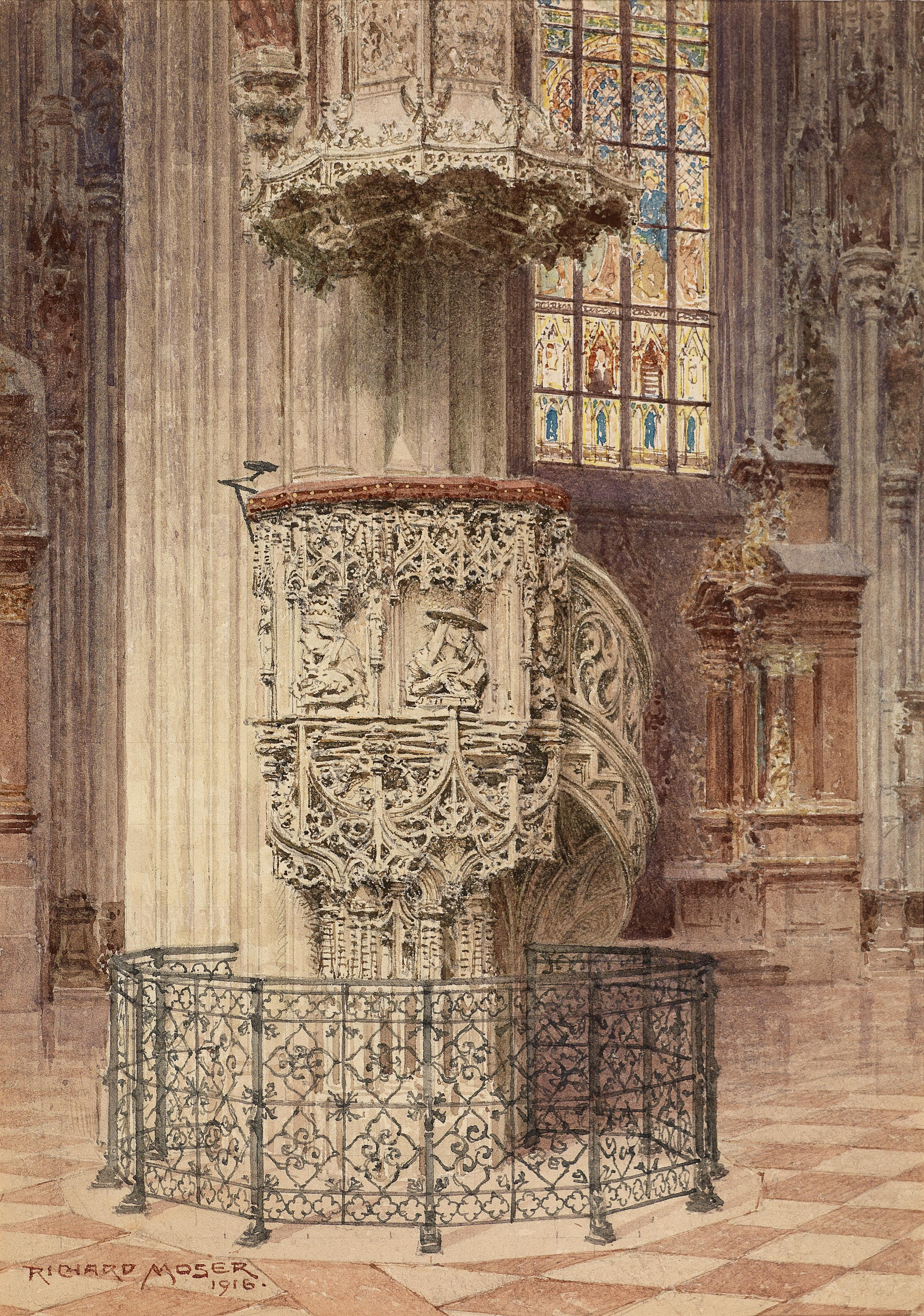
Ріхард Мозер. «Кафедра Пільграма у соборі св. Стефана», 1916

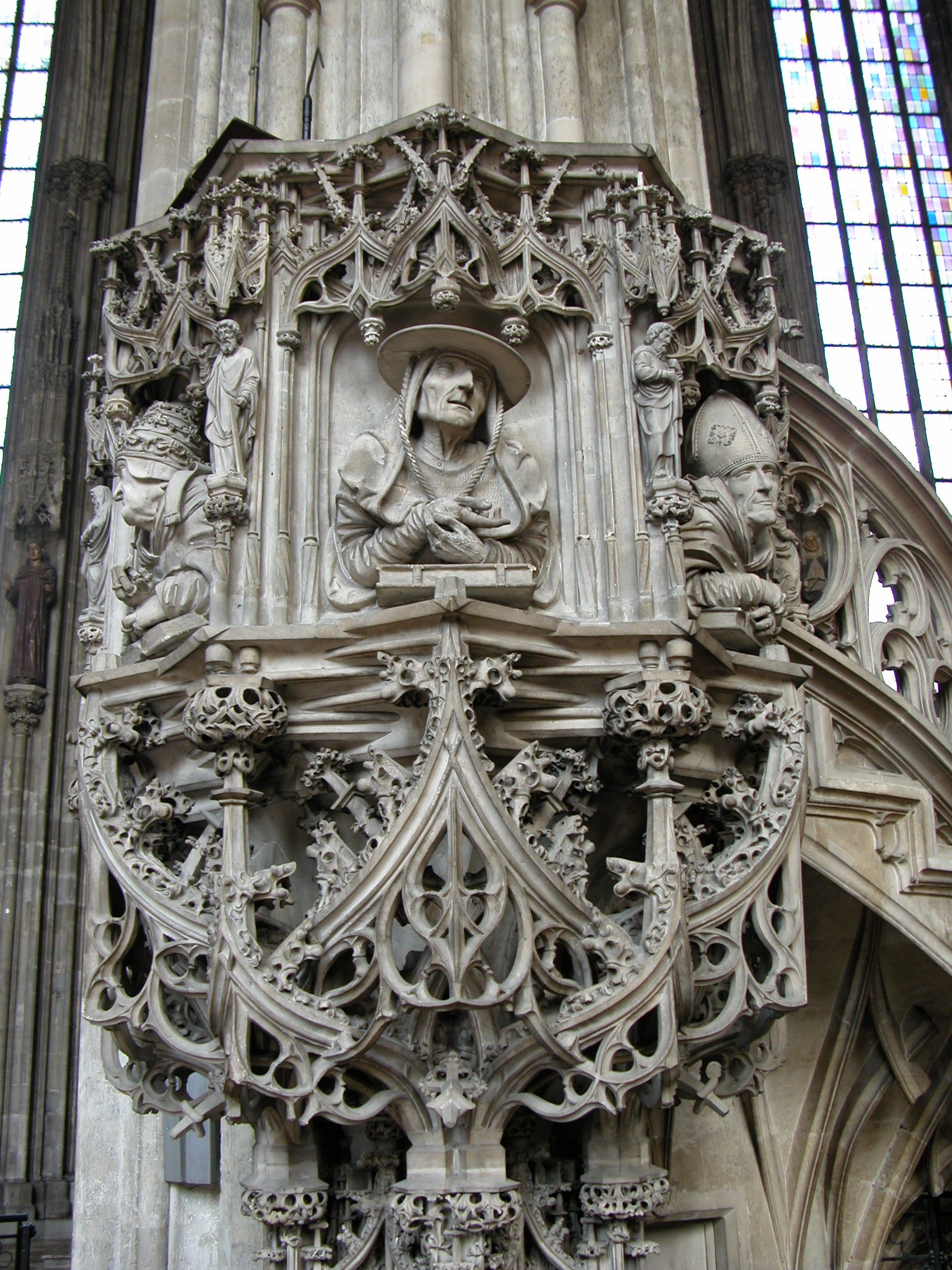
Кафедра. Деталь

Церковна кафедра (створена близько 1480 року) складається з трьох блоків пісковика. Довгий час вважалося, що кафедра була створена майстром Антоном Пільграмом (1460—1515), однак останні дослідження спростували цей факт.
Основу кафедри вінчає, ніби декоративна квітка, корона, яку прикрашають барельєфні зображення чотирьох отців католицької церкви. Саму основу утворюють шість витончених невеликих колон із зображеннями святих. Найбільша несуча колона у центрі символізує неділю, в яку з кафедри читалися проповіді. Фігури великих розмірів, а також статуї, розташовані між барельєфами отців церкви представляють 12 апостолів. Далі знаходяться фігури особливо шанованих святих і покровителів. Отці церкви, мають схожі риси обличчя, символізують чотири темпераменти, разом з «тим, хто виглядає з вікна», різні вікові категорії. З права на ліво: св. Амвросій у митрі та з книгою символізує сангвініка, св. Ієронім у кардинальському головному уборі і з книгою — старого холерика, св. папа Григорій Великий у папській короні із лупою та книгою — флегматика у зрілому віці, що сумнівається і, св. Августин у митрі з книгою і чорнильницею символізує молодого вдумливого чоловіка.
Три блоки з пісковика утворюють стовп кафедри; чотири образи отців церкви прикрашають корону. 3х4=12: вчення отців церкви, також як і проповідь священика, що проповідує з кафедри перегукується із 12 апостолами, скульптурні зображення яких є несучими елементами основи кафедри.
Перила церковної кафедри прикрашають декоративний орнамент, «що повертається» у вигляді коліс із трьома і чотирма спицями. Колеса із трьома спицями символізують св. Трійцю створюють враження ніби «котяться» догори. Колеса із чотири спицями символізують земне: чотири типи темпераменту, чотири пори року і чотирма сторони світу створюють враження ніби «котяться» донизу. На перилах представлені різні земні істоти: змії, ящірки і жаби, що представляють боротьбу добра зі злом. Змії та жаби, що живуть у болоті та уникають сонця символізують зло. Ящірки і земноводні, що прагнуть сонця символізують добро. Собака у верхній частині перила охороняє безпеку проповідника і загороджує шлях злим істотам. Вхід до кафедри прикрашений орнаментом у формі риб'ячої луски і неоготичними статуями, що символізують три чесноти: віру, надію і любов. В образі «того, хто виглядає з вікна» зображений невідомий майстер — автор кафедри, який мабуть належав колу Ніколауса Герхарта (1430—1473) з м. Лейдена. Косинець і циркуль вказують на те, що зображена фігура — архітектор, а довге волосся та одяг на те, що це вільний громадянин.
Декілька разів кафедру реставрували: 1652 році і на початку XIX століття. Під час реставраційних робіт вся кафедра була вкрита сірою олійною фарбою. Оскільки несуча колона кафедри покосилася, і її необхідно було укріпити, було вирішено провести капітальну реставрацію, яка тривала з 1878 по 1880 рік. Кафедра була розкладена на окремі частини, при цьому шар олійної фарби з поверхні був прибраний, що призвело, однак, до значних пошкоджень первісного забарвлення. Про проведені реставраційні роботи свідчить напис, який знаходиться над барельєфом «того, що виглядає з вікна».
Кафедра слугувала також місцем для виступів і дискусій. Так, наприклад, 12 січня 1522 року у період Реформації єпископ Георг надав кафедру протестантському проповіднику Паулю Сператусу. Він виголосив перед членами ордена проповідь, критикуючи устої і порядки ордену, закликаючи їх до виходу з нього. Св. Петро Канісіус, перший німецький єзуїт і проповідник собору св. Стефана також проповідував тут.
7 жовтня 1938 року кардинал Теодор Інніцер виголосив під час урочистого богослужіння з кафедри свій знаменитий заклик до молоді, в якому він закликав берегти вірність Христу і його церкві. Цей заклик спричинив штурм єпископського палацу молодими людьми з Гітлер'югенду.

#### Каплиця св. Валентина
Всередині собору облаштовано шість відокремлених капел. У релікварії св. Валентина, датованому 1440 роком і розташованому у верхньому ярусі «романської» вежі праворуч від порталу, до 1933 року зберігались головні реліквії храму. У 1933 частина з них була переміщена до музею при соборі. Зараз в капелі зберігаються рештки святого Валентина, черепи святих Косми і Даміана, і шматочок скатертини Тайної Вечері.

### Жіночий неф

#### Вінер-Нойштадтський вівтар

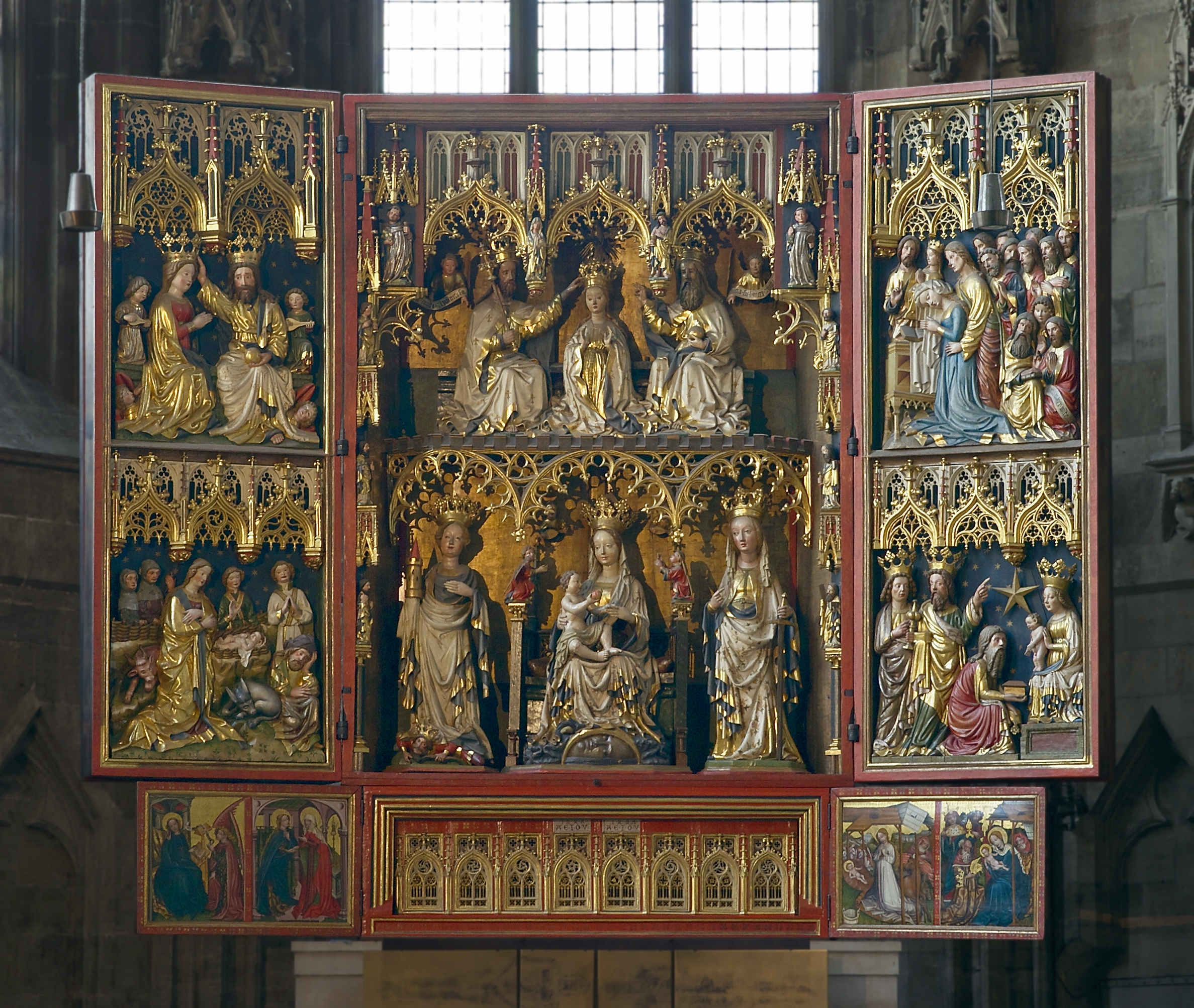
Вінер-Нойштадтський вівтар (1447)

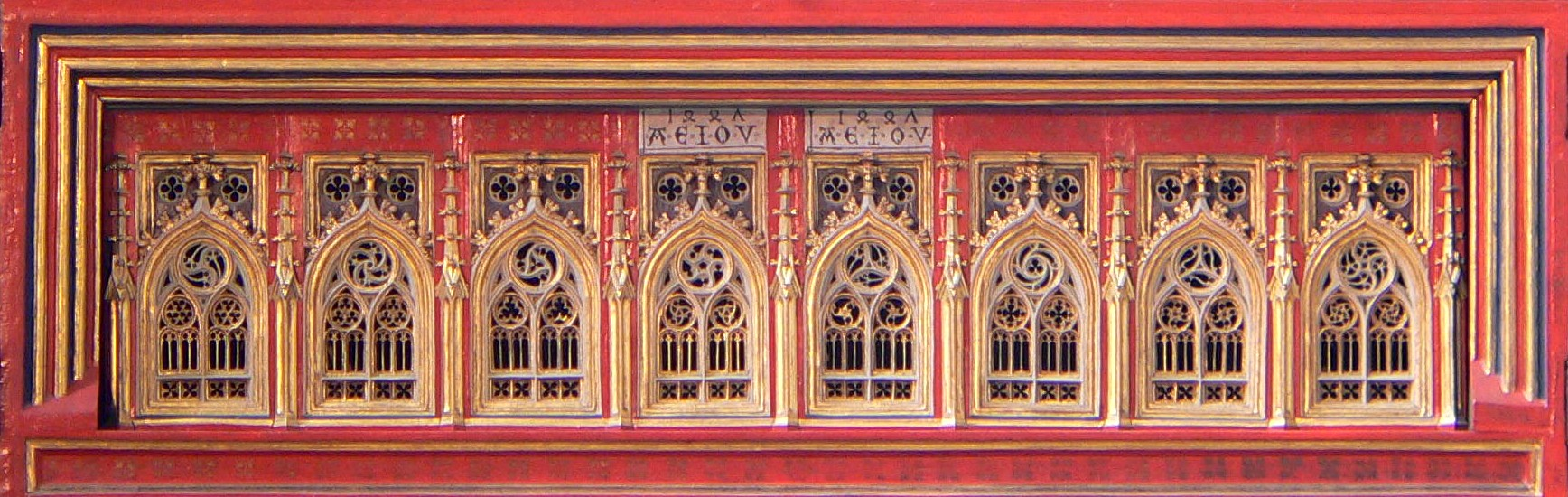
Пределла вівтаря із написом «A.E.I.O.U.», девізом імператора Фрідріха ІІІ.

Вінер-Нойштадтський вівтар був створений у 1447 році, про що свідчить напис біля основи вівтаря. Спочатку він знаходився у цистерціанському монастирі св. Бернгарда у м. Вінер-Нойштадт. 1883 року вівтар був переданий собору і встановлений в Апостольських хорах. З 1952 року вівтар знаходиться у Жіночому нефі.
У вівтарі зберігається головна дарохранильниця собору. Вівтар був створений на замовлення імператора Фрідріха ІІІ, про що свідчить напис у пределлі вівтаря з девізом імператора «A.E.I.O.U.». Існує велика кількість інтерпретацій цього напису, але його точного розшифрування поки немає.
Вівтар має чотири стулки, що вільно стоїть та зібраний із різних складових частин; має фрагмент вбудованої колишньої реліквенної скрині. У нижні стулках вівтаря знаходяться невеликі готичні вікна, прикрашені готичним різьбленням: за ними зберігалися церковні реліквії.
Реліквії виставлялися для показу тільки лише під час головних свят, у будні стулки вівтаря були закриті. На розкритих нижніх стулках зображені сцени з життя Богоматері: Благовіщення (ліворуч), народження Христа і поклоніння волхвів (праворуч). На зворотному боці стулок зображені сцени страстей Христових: Христос на горі і розп'яття Христа (ліворуч); бичування і коронація терновим вінцем (праворуч). Всього на стулках вівтаря зображено 72 святих, серед них — зображення апостолів; святих Флоріана і Христофора; зображення бенедектинських святих; зображення св. Стефана; св. Моранда, який вважається предком династії Габсбургів.
За суворими правилами Цистерціанського ордену, у скульптурній формі дозволено було зображувати тільки розіп'ятого Христа і Богоматір. Тому на святковій стороні внутрішніх стулок знаходиться цикл барельєфних сцен із життя Марії. У центральній частині зображена Марія, що сидить на троні із немовлям на руках, ліворуч від неї — св. Варвара із моделлю вежі у руках, праворуч — свята Катерина з мечем у руці. На лівій стулці зображені народження Христа і коронації Марії. На правій стулці знизу зображено поклоніння волхвів. Однак, серед них немає зображення темношкірого волхва. Волхви зображені в образах юнака, зрілого чоловіка і старця, що символізують три віки людства. На верхній стулці зображено успіння Марії в оточенні апостолів. Іоан тримає вмираючу Богоматір, у цей час Ісус приймає короновану істоту — душу Марії.
У передріздвяний час і під час посту стулки вівтаря напіввідкриті, під час Страсного тижня вони закриті повністю.

#### Кенотаф герцога Рудольфа IV

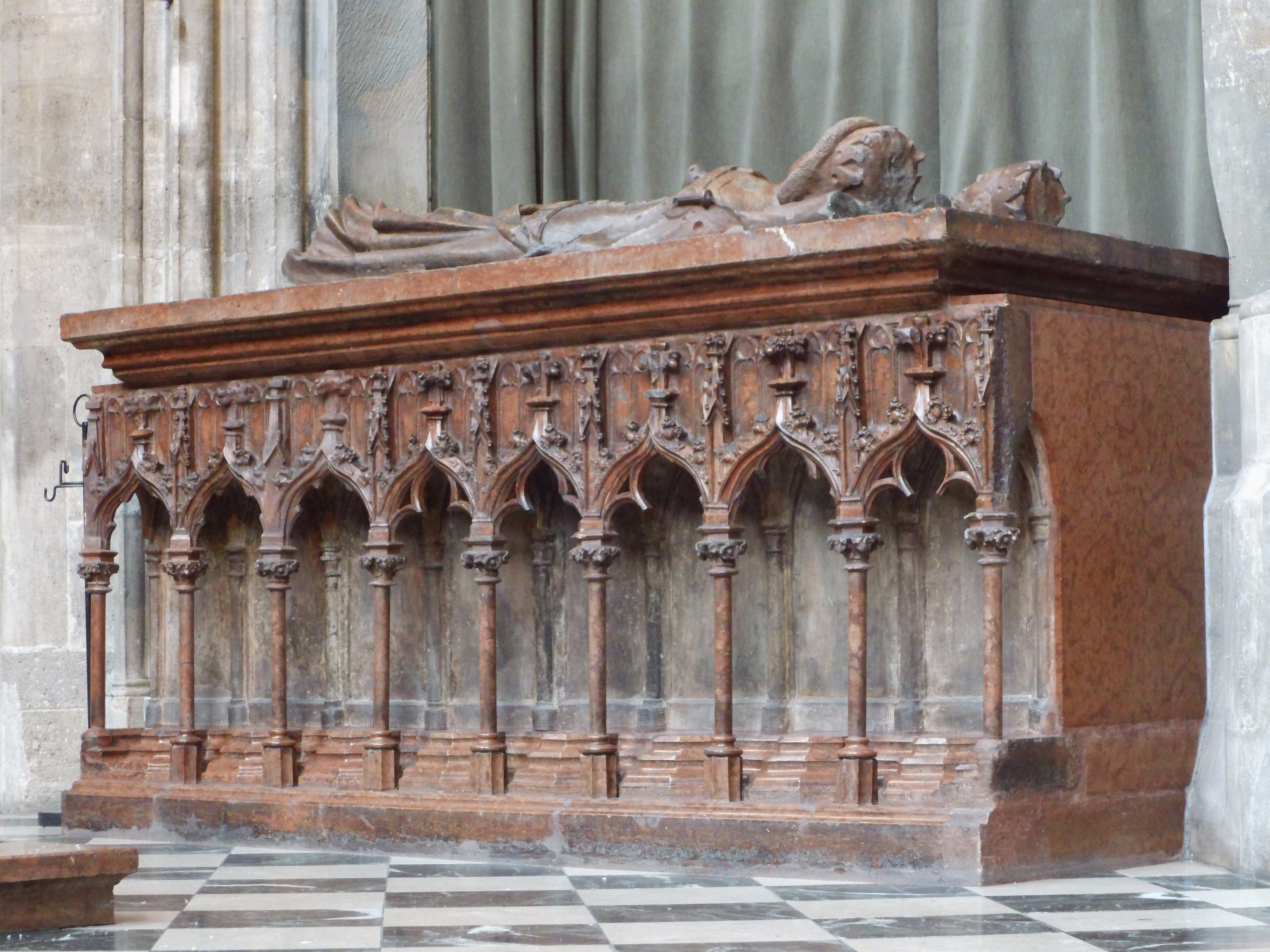
Кенотаф герцога Рудольфа ІV (1360)

Кенотаф герцога Рудольфа IV і його дружини Катерини Люксембурзької (1360) зберігся із великими втратами. Колись балдахін саркофага прикрашали фігури вчених-монахів, що символізують заслуги Рудольфа у заснуванні університету. Фігури Рудольфа і Катерини, виконані із пісковику, раніше були прикрашені дорогоцінним камінням.
Спочатку пам'ятник знаходився біля входу до склепу засновника. Під час похорону імператора Фрідріха ІІІ у 1493 році пам'ятник був перенесений у Жіночі хори. І лише з недавнього часу він знову знаходиться праворуч від Вінер-Нойштадтського вівтаря.

#### Вівтарі, що знаходяться біля колонади

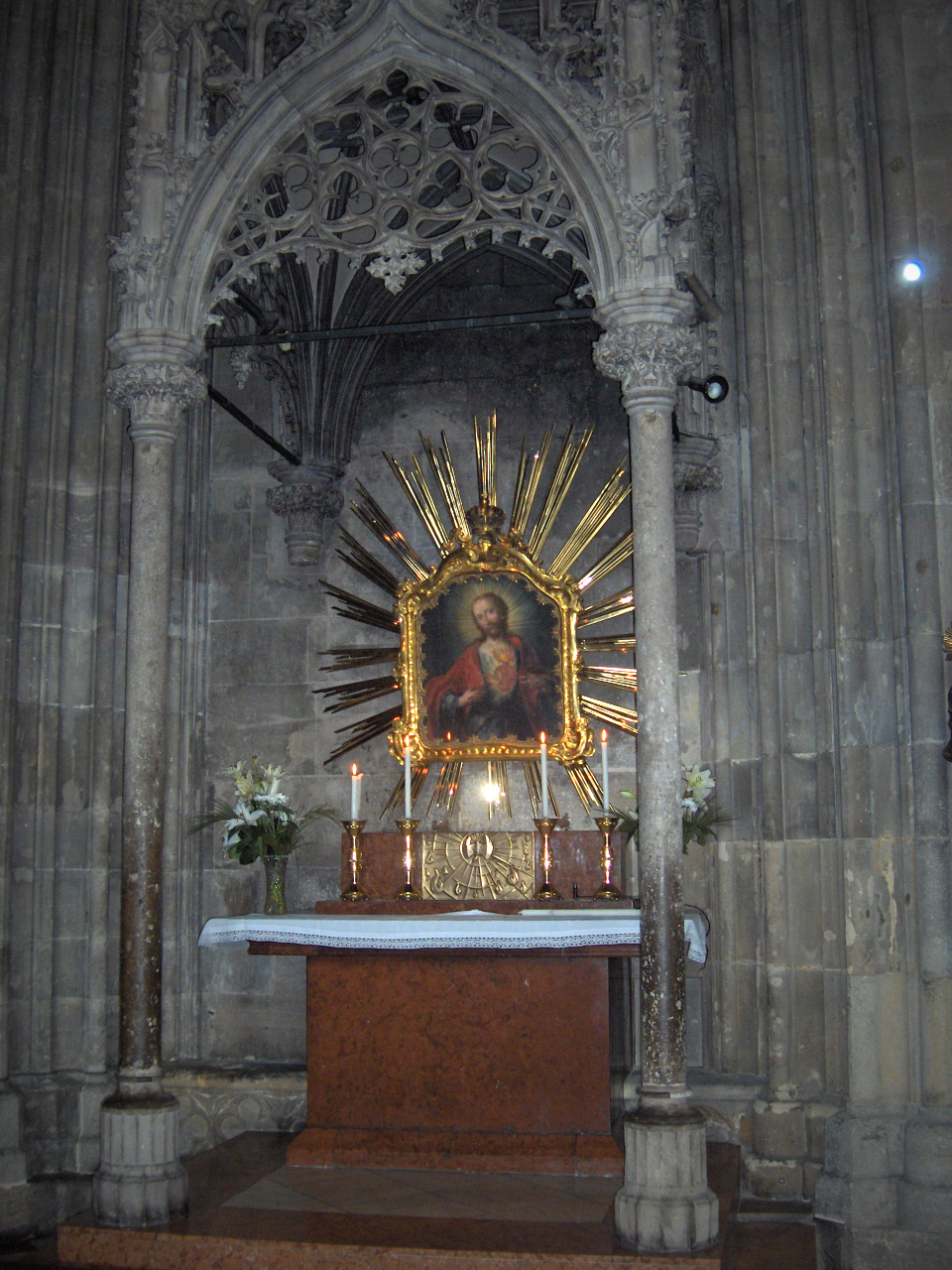
Вівтар Серця Христового (балдахін, 1434)

Вівтар святих Петра і Павла
Вівтар святих Петра і Павла був виконаний із дерева у 1677 році майстрами з цеху каменярів. Над готичним престолом піднімається дерев'яна споруда, яка за структурою побудови подібна до головного вівтаря. На іконі вівтаря роботи Тобіаса Пока (1609—1683), зображене уславлення святих Петра і Павла.
По бокам ікони представлені фігури імператора Генріха (праворуч) і маркграфа Леопольда (ліворуч). На іконі, що знаходиться у верхній частині вівтаря, зображені чотири короновані святі. Обрамляють ікону статуї св. Севастіана і св. Роха, святих заступників, що оберігають від чуми.
Вівтар св. Франциска Ксаверія
На іконі (1690) зображений св. Франциск Ксаверій під час проповіді. Фігури поруч зображують святих Миколая і Вільгельма. На іконі у верхній частині вівтаря зображена сцена коронації Богоматері святою Трійцею і святі Варвара та Катерина по бокам. Вівтар вінчає статуя св. Олени з хрестом.
Внизу знаходиться напис, який свідчить про те, що вівтар був збудований на кошти барона Ніколая Вільгельма з м. Вальгорн.
Вівтар св. Франциска
Ікона вівтаря належить пензлю Йоганна-Міхаеля Роттмайра (1654—1730). На ній зображено стигматизацію св. Франциска Ассізького. Ікону обрамляють фігури святих Віргілія і Касіяна. На іконі, що знаходиться у верхній частині вівтаря, зображена св. Урсула (покровителька колишнього вівтаря) та її подруги. По бокам ікони розташовані фігури апостола Якова та євангеліста Матвія.
Вівтар побудований за проєктом Маттіаса Штайнля.
Вівтар Серця Христового
У соборі св. Стефана, як і в Регенсбурзькому соборі (XIII ст.), знаходяться три найцінніші готичні вівтарі із балдахіном. Найстарішим та найгарнішим серед балдахінів вважається «Пухгайм», названий так по імені Елізабет Пухгайм, на кошти якої він був побудований (1434). Скульптором балдахіну вважається Ганс Пухсбаум (1390—1454). На особливо шанованій іконі XVIII століття знаходиться зображення Серця Ісуса у поєднанні із зображенням самого Христа.

#### Оргельфус

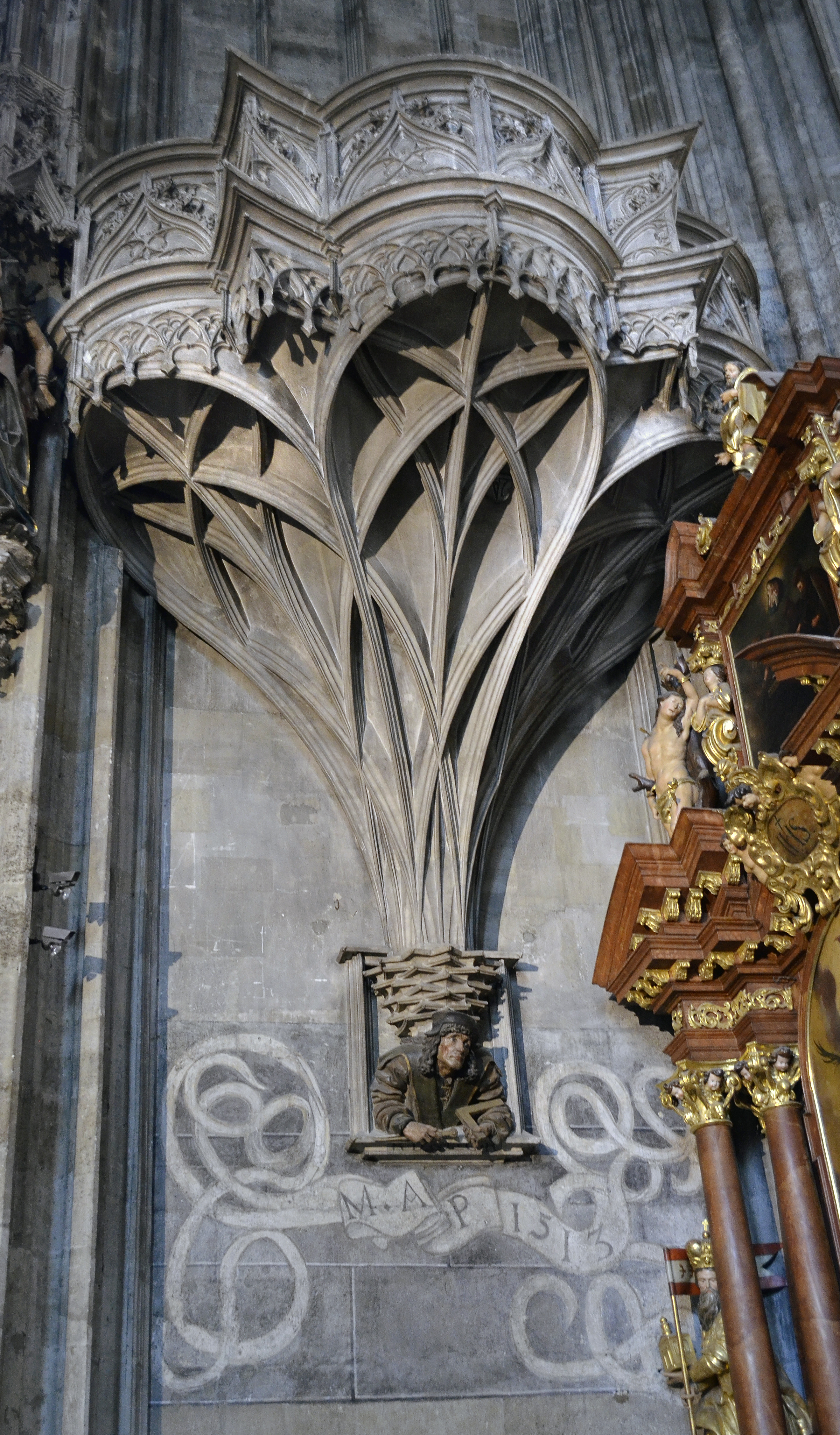
Органний постамент, «оргельфус» (1513)

Органний постамент, «оргельфус», був створений майстром Антоном Пільграмом (1460—1515) як пандан до розташованого навпроти балдахіна Фюкселя. Балдахін був названий іменем Агнеса Фюкселя, на кошти якого він був збудований.
Проєкт Пільграма був схвалений імператором Максиміліаном I. Скульптор зобразив себе у фігурі соборного будівельника, що виглядає із вікна. На його обличчі відображені невпевненість і заклопотаність, як свідчення великої відповідальність, що лежала на його плечах. Косинець і циркуль характеризують його як архітектора, мантія і капелюх — як науковця університету. Під портретом міститься напис M.A.P. («мігістр») і дата «1513 року», яка підтверджує цей факт.
На цьому постаменті знаходився перший орган собору, а навпроти розташовуються хори для півчих.

#### Каплиця св. Варвари

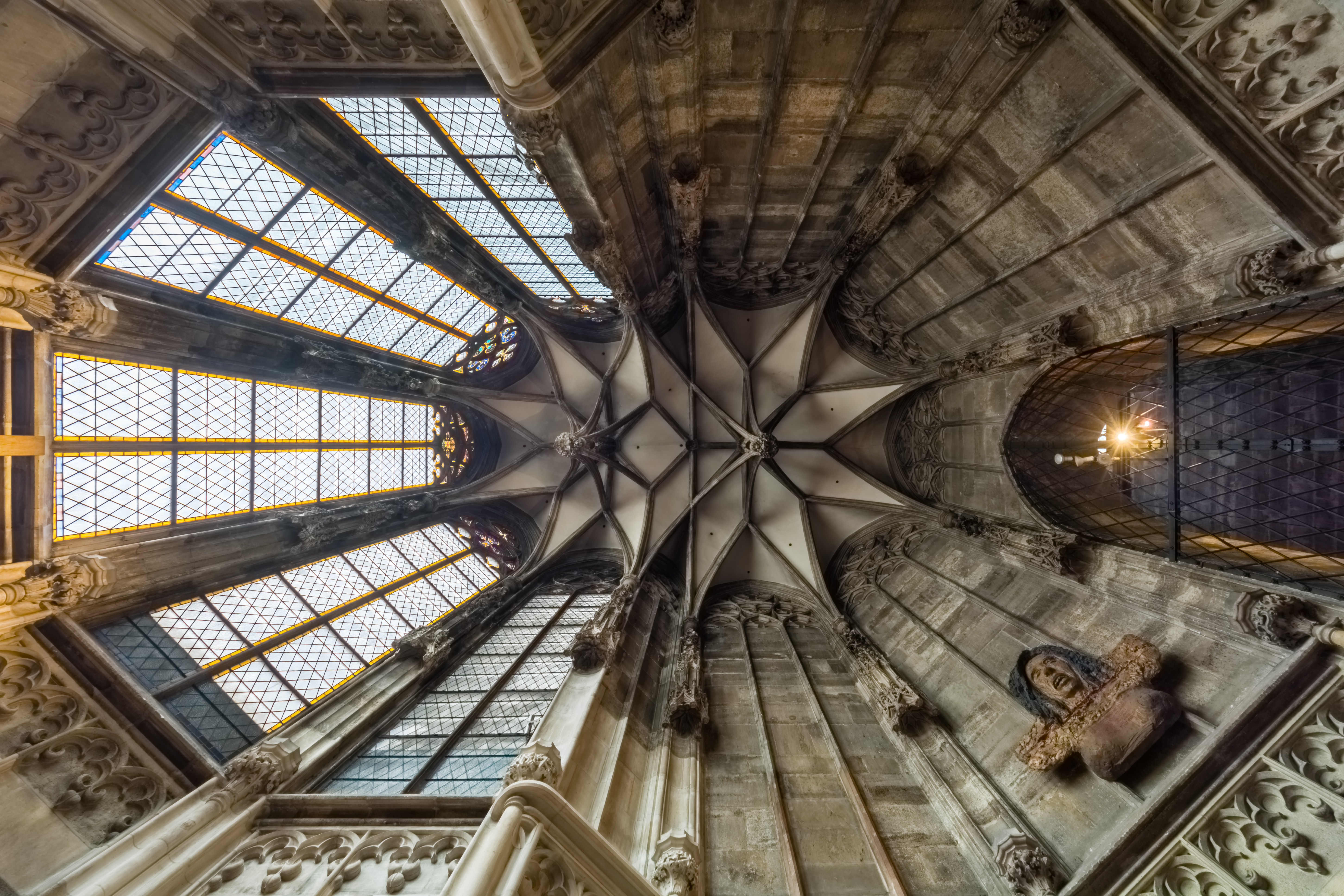
Склепіння каплиці св. Варвари

Каплиця св. Варвари, збудована у пізньоготичному стилі, знаходиться у нижньому ярусі північної вежі. Вона має скромне оздоблення і призначена для читання молитов. Каплиця прикрашена «висячим» замковим камінням у вигляді гербових щитів. Лише у 1986 році вдалося остаточно усунути пошкодження завданні у роки Другої світової війни.
У 1983 році до каплиці перенесено хрест з приходської церкви Шонккірхен. Біля ніг розіп'ятого Христа була вбудована капсула із попелом із концентраційного табору Аушвіц. 10 вересня 1983 року з нагоди вечірнього богослужіння на з'їзді католиків кардинал Махарські передав капсулу у присутності Івана Павла ІІ попередньому архієпископу Відня кардиналу д-ру Францу Кенігу.
Готичні вікна каплиці планувалось прикрасити вітражами Марка Шагала на божественну тему зі Старого і Нового Заповіту. Втілити задум не вдалося через смерть художника.

### Апостольський неф
У західній стіні біля зали північної вежі знаходиться бюст вмираючого Ісуса Христа, відомого як «Розп'яття із зубним болем». Спочатку бюст прикрашав фасад середніх хорів; з 1960 року там розміщена його копія. Назва бюсту пов'язана із легендою.

#### Надгробний пам'ятник Фрідріха ІІІ

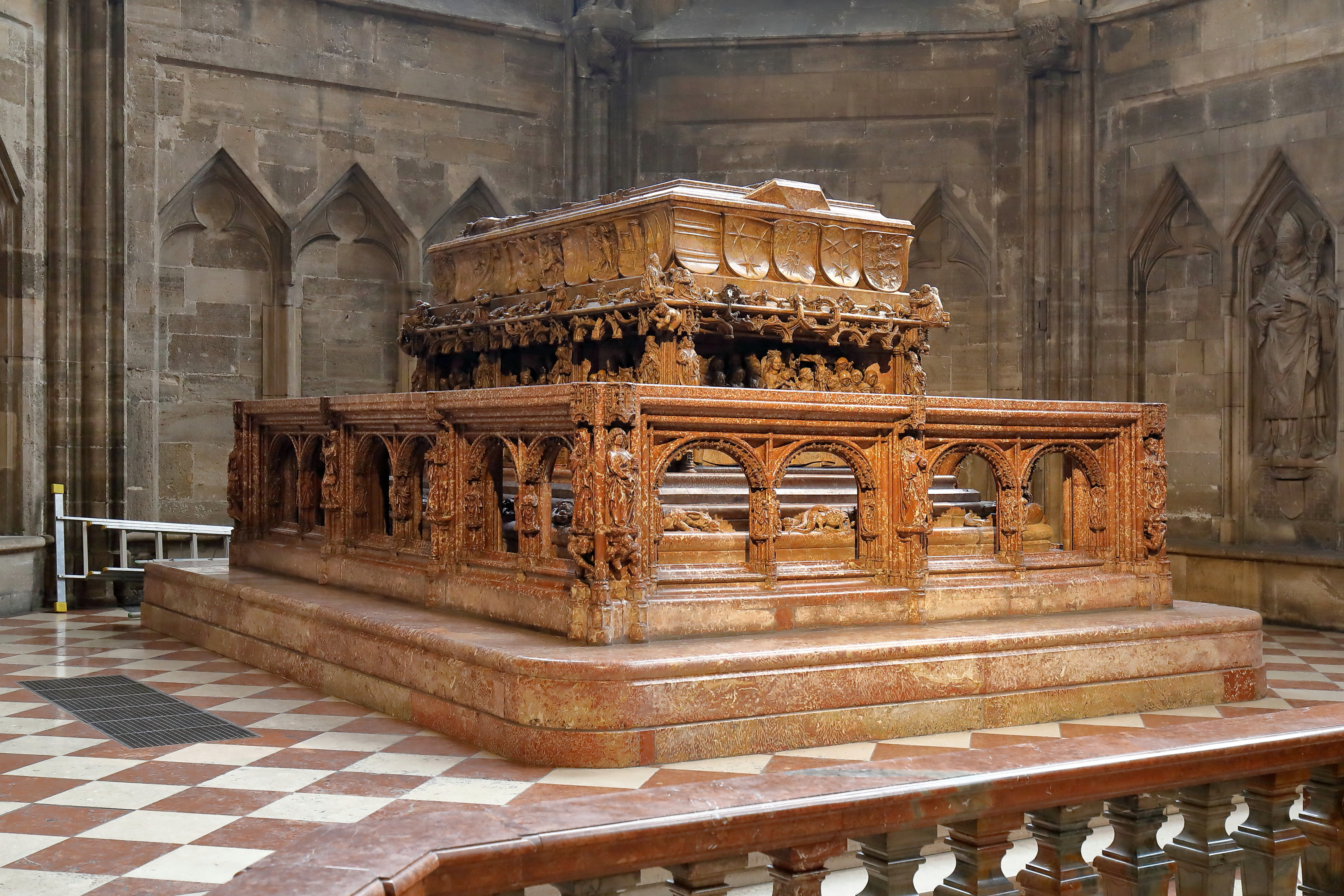
Надгробний пам'ятник Фрідріха ІІІ

У період з 1463 по 1447 роки імператор Фрідріх ІІІ доручив будівництво надгробного пам'ятника скульптору Ніколауса Гергарту (бл. 1430—1473) із Лейдена. Майстер розробив проєкт монумента, а також створив кришку саркофага, вага якої становить близько 8 тон. Саркофаг виконаний із галлайнського мармуру (за назвою м. Галлайн). 1473 року Гергарт помер у Вінер-Нойштадті, не встигши завершити будівництво. 1479 року кришку саркофага перенесли з Відня до Вінер-Нойштадта, оскільки Відень знаходився у володінні угорського короля Матяша І Корвіна. Однак, ще до смерті імператора вона була повернена до Відня.
Фрідріх ІІІ помер 19 серпня 1493 року у Лінці у віці 78 років; похований у герцогському склепі. 12 листопада 1513 року тіло імператора перенесено у саркофаг.
За наказом імператора Максиміліан скульптор Макс Вальмет створив рельєфні панелі саркофага, а Міхаель Тіхтер із Зальцбурга — балюстраду із 54 фігурами. Монумент складається із 3 ярусів. На його фундаменті знаходиться балюстрада із зображенням тварин, яка оточує сам саркофаг.
Колони балюстради прикрашають фігури 12 апостолів. На західному боці балюстради знаходяться зображення Ісуса, на східному — сходинки, що ведуть на балюстраду. У верхній частині сходинок знаходиться зображення воскреслого Христа, по боках якого фігури янголів зі зброєю страстей. Аркові прорізи балюстради прикрашають фігури святих.

#### Печська ікона
1676 угорець Ласло Шігрі замовив у селищі Печ ікону Божої матері на пам'ять про звільнення з турецького полону. Ікона опинилась у печській церкві й у 1696 прославилась чудесами; імператор Леопольд I вивіз її до Відня, лишивши селянам копію. Копія також вважалась чудотворною, тому Печ став місцем паломництва й був перейменований на Маріапеч. До 1945 ікона висіла при головному вівтарі, нині — у південно-західному куті, поряд з головним порталом.

## Місця поховання у соборі
В соборі поховані:
- Рудольф IV (герцог — будівельник собору, помер 1365 року). Надгробок у головній залі — символічний; тіло поховано у підземному «герцогському склепі», закладеному самим Рудольфом.
- Фрідріх III (помер у 1493), надгробок роботи Ніколауса Герхардта
- Євгеній Савойський (помер у 1736)
- 72 члени династії Габсбургів («герцогський склеп»). Більшість цих «могил» — символічні: починаючи з 1633 року, в соборі ховали серця (символи) монархів, а самі тіла — у Капуцинській церкві.
- настоятелі собору

## Дзвони
Разом у дзвіниці 23 дзвони, 20 з них використовуються, й у кожного — своя роль. Великий дзвін північної вежі, Новий Пуммерін, масою в 21 383 кг був відлитий 1951 року в Санкт-Флоріані та встановлений 1957 року замість однойменного дзвону, який було відлито 1711 й загинув 1945 року. Пуммерін дзвонить одинадцять разів на рік — у великі свята, в день освячення собору (23 квітня) та у новорічну ніч; найтриваліший, десятихвилинний, дзвін, відзначає смерть та інтронізацію папи та віденського архієпископа. Це другий за величиною дзвін Європи (після Кельнського собору).
Для щоденного бою використовуються 11 дзвонів південної вежі з електричним приводом, встановлені 1960 року, масою від 35 до 5 700 кг. З них чотири використовуються перед початком звичайної меси, кількість збільшується до десяти у святкові дні й до одинадцяти — якщо служить сам архієпископ. Є особливий дзвін для заупокійної служби, й особливий «пивний дзвін», що відзначає закриття пивних. Години відбивають два історичних дзвони (відлито 1449 й 1772 років), що пережили пожежу у південній вежі.

## Катакомби
Під східною половиною собору та під прилеглими зі сходу будинками розташовано катакомби — підземний цвинтар. 1732 року імператор Карл VI заборонив поховання на старих кладовищах всередині міських стін, тому у XVIII столітті померлих ховали під землею. До повної заборони на підземні могили, виданої Йосипом II у 1783, під собором Св. Стефана було поховано до 11 тисяч тіл. «Катакомбами», на грецьку подобу, ці підземелля стали називати тільки у XIX столітті. У підземному єпископському склепі досі ховають вищих ієрархів австрійської церкви (останнє поховання у 2004).

## Спонсори
Спонсорами собору св. Стефана виступають:
| - AGRANA - Австрійська асоціація страхувальників (VVO) - Böhler-Uddeholm - café+co - Casinos Austria (CASAG) - Eli Lilly and Company - OMV - Австрійський контрольний банк (OeKB) - Österreichische Lotterien | - Національний банк Австрії (OeNB) - Raiffeisen Zentralbank - Raiffeisen-Holding Niederösterreich-Wien - RWA Raiffeisen Ware Austria Aktiengesellschaft - Siemens - Uniqa Insurance Group - Verbund AG - Wien Holding |